# 1954

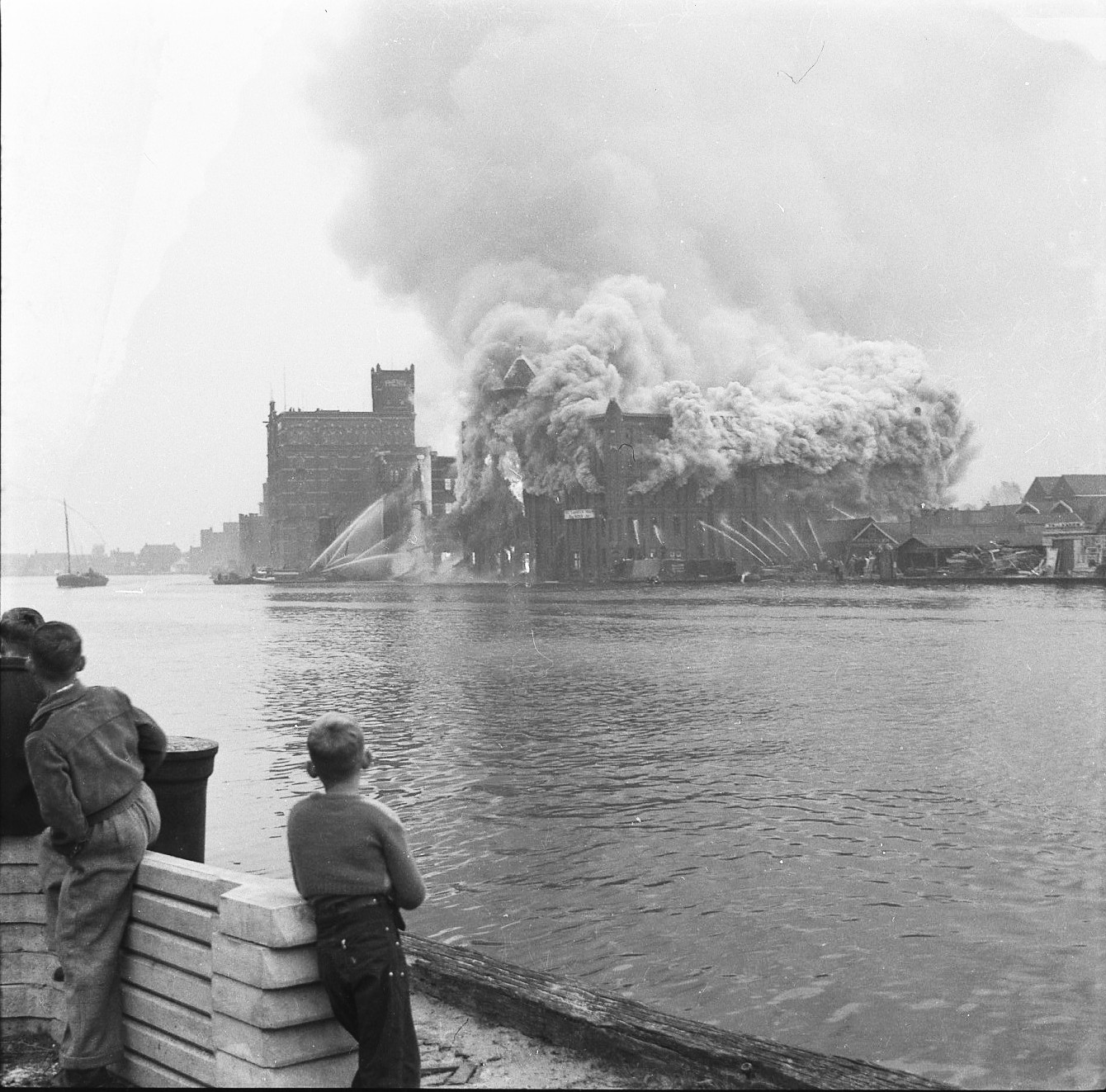
Grote brand in de pakhuizen Nederland en Czaar Peter in Zaandam.

Het jaar 1954 is een jaartal volgens de christelijke jaartelling.

## Gebeurtenissen
januari
- 1 - Het Nederlandse dorp De Meern ontstaat uit de dorpjes Oudenrijn en Veldhuizen.
- 21 - In de Verenigde Staten wordt de Nautilus, de eerste atoomduikboot, te water gelaten.

februari
- 1 - In Doetinchem wordt profvoetbalclub De Graafschap opgericht.
- 2 - Harddraverij met paard en arrenslee op het IJsselmeer bij Makkum.
- 3 - Friesland - Voor de tiende keer wordt de Elfstedentocht verreden. Winnaar is Jeen van den Berg.
- 3 - De Groninger schaatsklassieker Noorder Rondritten wordt voor de vijfde keer verreden. De afstand van 150 km wordt het snelst afgelegd door Piet Kruger, in 6:12 uur. Hij wordt gevolgd door Jan Bottema en Jan Uitham, die in 1963 de rit zou winnen.
- 15 - De Fransen Georges Houot en Pierre Willm duiken tussen Dakar en de archipel Kaapverdië met een bathyscaaf tot een diepte van 4050 meter.
- 19 - De Oekraïense Sovjetrepubliek krijgt ter gelegenheid van de 200jarige band met Rusland van premier Nikita Chroesjtsjov het schiereiland Krim cadeau.

maart
- 1 - Onder de codenaam Castle Bravo brengen de VS de tweede waterstofbom tot ontploffing.
- 13 - Begin van de slag bij Điện Biên Phủ. Vietnamese onafhankelijkheidsstrijders verslaan de Fransen. Dit leidt tot het einde van de Eerste Indochinese Oorlog. De onafhankelijkheid van Democratische Republiek Vietnam, van Noord-Vietnam, Cambodja en Laos wordt erkend in de conferentie van Genève. Vietnam wordt in Noord en Zuid-Vietnam verdeeld.
- 17 - Aanslag op een bus in de Schorpioenpas in Israël. Er vallen 11 doden.

april
- In Bordeaux in Frankrijk wordt tijdens een congres van The International Federation of Journalists de code van Bordeaux opgesteld.
- 11 - Parlementsverkiezingen in België leiden tot een overwinning van de socialisten en de liberalen en een nederlaag voor de katholieken. Buiten dat is volgens sommige wetenschappers deze dag de saaiste van de twintigste eeuw.[1]
- 12 - In een New Yorkse studio nemen Bill Haley & His Comets het nummer Rock around the clock op.
- 22 - Nieuwe Belgische regering van socialisten en liberalen onder leiding van Achiel Van Acker.
- 26 - Simferopol wordt door Sovjetleider Chroesjtsjov, samen met de rest van de Krim, overgedragen van Rusland aan Oekraïne.

mei
- 1 - De Nederlandse bisschoppen geven in het herdenkingsjaar van de H. Bonifatius een herderlijk schrijven uit onder de titel De katholiek in het openbare leven, beter bekend als het Bisschoppelijk Mandement. Zij sporen de gelovigen aan zich in te zetten voor de maatschappij door actief werkzaam te zijn in de katholieke sociale organisaties en hun eenheid op staatkundig terrein te bewaren.
- 4 - Het leger van Paraguay neemt de macht over.
- 6 - Op de Iffley Road track in Oxford loopt de Engelse atleet Roger Bannister als eerste de Engelse mijl binnen de 4 minuten. Zijn tijd is 3.59,4.
- 7 - Franse nederlaag tegen de Vietminh bij Điện Biên Phủ. De Amerikaanse president Eisenhower komt met de dominotheorie: Als Vietnam valt, zal ook de rest van Indochina vallen, en vervolgens de Filipijnen, Taiwan en Indonesië.
- 25 - De fotograaf Robert Capa loopt in Vietnam op een landmijn en raakt dodelijk gewond.
- 29 - 31 - Op initiatief van prins Bernhard vindt in Oosterbeek de eerste Bilderbergconferentie plaats.
- 29 - Heiligverklaring van paus Pius X in de Sint-Pietersbasiliek.

juni
- 1 - De aannemer Gied Joosten richt in Geleen de eerste Nederlandse betaaldvoetbalclub Fortuna '54 op.
- 1 - De Tsjechische atleet Emil Zátopek loopt in het Drie Lindenstadion in Watermaal-Bosvoorde, de 10 km. in de wereldrecordtijd van 28 minuten 54 seconden.
- 6 - Eerste Eurovisie-uitzending met een verslag van het Narcissenfeest in Montreux.
- 12 - (Leeuwarden) - De Siamese tweeling Folkje en Tjitske de Vries wordt succesvol van elkaar gescheiden.
- 15 - De Europese Voetbalbond UEFA wordt opgericht.
- 17 - De Franse regering van premier Laniel moet aftreden wegens de zware nederlaag in de Slag bij Dien Bien Phoe.
- 18 - De herbouw van de Oude Kerk in de Nederlandse plaats Maasland wordt voltooid, precies negen jaar nadat deze is afgebrand.
- 22 - De Amerikaanse evangelist Billy Graham preekt op een bijeenkomst met ruim 40.000 mensen in het Olympisch Stadion in Amsterdam, georganiseerd door een comité onder leiding van dominee Jan Buskes.
- 26 - In de omgeving van Moskou wordt de Kerncentrale Obninsk in werking gesteld, de eerste ter wereld.
- 27 - Operatie PBSUCCESS: Het leger van Guatemala, gesteund door de CIA, werpt de democratisch gekozen regering van Jacobo Arbenz Guzmán van Guatemala omver.
- 30 - Op een Utrechtse hotelkamer bespreken de voorzitters van ADO, Sparta, Excelsior en Feijenoord met een delegatie van de KNVB de onvermijdelijke invoering van betaald voetbal in Nederland.

juli
- 4 - West-Duitsland wint in Zwitserland de wereldtitel door Hongarije in de finale van het WK voetbal met 3-2 te verslaan.
- 17 - Theodor Heuss wordt in West-Berlijn door de Bondsvergadering als president van de Bondsrepubliek Duitsland herkozen.
- 29 - In de Ban van de Ring: De Reisgenoten wordt in Engeland uitgegeven.
- 31 - De K2 wordt voor het eerst bedwongen door twee leden van een Italiaans team onder leiding van Ardito Desio. Lino Lacedelli en Achille Compagnoni halen de top.

augustus
- 10 - Julio Abraham richt de Democratische Partij Bonaire (PDB) op.
- 14 - Aftrap van de eerste wedstrijd in het betaald voetbal in Nederland, georganiseerd door de 'wilde' NBVB, de Nederlandse BeroepsvoetbalBond.
- 15 - Generaal Stroessner, de leider van de staatsgreep van mei in Paraguay, wordt geïnstalleerd als president van het land.
- 30 - De Franse Nationale Vergadering haalt het oprichtingsverdrag van de Europese Defensiegemeenschap van de agenda, waarmee het hele project van de baan is.

september
- 3 - De Eerste Taiwancrisis breekt uit als de Volksrepubliek China de Kinmen- en Matsueilanden onder vuur neemt.
- 4 - Onthulling van het beeld van Bartje in Assen.
- 5 - Nabij Shannon Airport verongelukt KLM-vlucht 633.
- 9 - Een zware aardbeving in Orléansville (Algerije) heeft 1400 slachtoffers tot gevolg.
- 23 - Ter gelegenheid van de 100e geboortedag van de bedwinger van de Zuiderzee, ir. Cornelis Lely wordt door H.M. de Koningin op de Afsluitdijk een monument onthuld.
- 26 - Het CERN wordt opgericht in Genève voor het onderzoek naar elementaire deeltjes.
- 30 - De Amerikaanse marine neemt de eerste door kernenergie voortgedreven onderzeeër in dienst, de USS Nautilus (SSN-571).

oktober
- 5 - Bij het Verdrag van Londen wordt Triëst verdeeld tussen Italië en Joegoslavië.
- 5 - De laatste Franse troepen verlaten Hanoi.
- 15 - Grote brand in het Zaansch Veem waarbij door brandende cacaoboter pas na drie weken het sein "brand meester" gegeven kan worden.
- oktober - Na  negen maanden huwelijk vraagt Marilyn Monroe een scheiding aan van de honkballer Joe DiMaggio.

november
- 7 - Oprichting van het Olivaint Genootschap van België.
- 11 - Publicatie van In de Ban van de Ring (De Twee Torens) in Engeland.

december
- 2 - De Amerikaanse Senaat neemt een resolutie aan waarin communistenjager Joseph McCarthy wordt veroordeeld. Einde van de politieke carrière van McCarthy.
- 7 - De Japanse premier Yoshida treedt af voordat een motie van wantrouwen in het parlement in stemming komt.
- 12  Het nieuwe Flentrop-orgel wordt in gebruik genomen in gebouw de Leeuwenbergh te Utrecht.
- 14 - Oprichting van de Vlaams-nationalistische partij Volksunie in België.
- 15 - Koningin Juliana ondertekent in de Ridderzaal te Den Haag het Statuut voor het Koninkrijk der Nederlanden. De koningin noemt het statuut "het resultaat van de ontwikkeling, die voerde tot het definitief opheffen van de koloniale verhoudingen".
- 16 - Tracy Hall produceert de eerste synthetische diamant.
- 29 - Statuut voor het Koninkrijk der Nederlanden afgekondigd.
- 31 - Eerste oudejaarsconference van Wim Kan op de Nederlandse radio.

## Muziek

### Klassieke muziek
- 15 januari: eerste uitvoering van Symfonie nr. 4 van Grazyna Bacewicz
- 29 januari: eerste uitvoering van Psalm 130, De Profundis van Arnold Schönberg
- 1 en 2 februari: Symfonie nr. 8 van Havergal Brian is voor het eerst te beluisteren, alleen voor de radio
- 7 februari: eerste uitvoering van Sinfonietta voor strijkorkest van Boris Tsjaikovski
- 12 juni: eerste uitvoering van Pianoconcert nr. 2 van Aarre Merikanto
- 14 juli: eerste uitvoering van Symfonie nr. 3 van Stanley Bate
- 20 juli: eerste uitvoering van Les caprices de Marianne van Henri Sauguet
- september: eerste uitvoering van Symfonie nr. 4 van William Wordsworth
- 26 oktober: eerste uitvoering van Kamerconcert nr. 8 voor orkest van Vagn Holmboe
- 7 november; eerste uitvoering van Pianoconcert nr. 4 van Niels Viggo Bentzon
- 26 november: eerste uitvoering van Concert voor orkest van Witold Lutosławski
- 4 december: eerste uitvoering van Ihalempi van Aarre Merikanto
- 30 december: eerste uitvoering van het toneelstuk Lermontov van Boris Lavrenjov, begeleid door muziek van Aram Chatsjatoerjan, in 1959 stelde hij uit die muziek de Lermontovsuite samen

### Populaire muziek
De volgende platen worden hits:
- Bing Crosby & Gary Crosby - Down by The Riverside
- Bobbejaan Schoepen - Bimbo
- Dean Martin - That's Amore
- Doris Day - Secret Love
- Eddy Christiani - Daar Bij de Waterkant, Falderie Faldera, Gilly Gilly Ossenfeffer en Zeemanshart
- Erroll Garner - Misty
- Guy Mitchell - Sippin' Soda (het origineel van Zeep en soda)
- Jo Stafford - Make Love to Me en Thank You For Calling
- Kitty Kallen - Little Things Mean a Lot
- Leroy Anderson - The Typewriter
- Orkest Zonder Naam - Het Oude Jagershuis en Oh, Heideroosje
- Percy Faith - Swedish Rhapsody
- Perry Como - Wanted
- Rosemary Clooney - Hey There
- Teresa Brewer - Ricochet
- Tobi Rix - Heer in Het Verkeer
- Tony Bennett - Rags to Riches
- Wim Sonneveld - Daar is de Orgelman

## Beeldende kunst

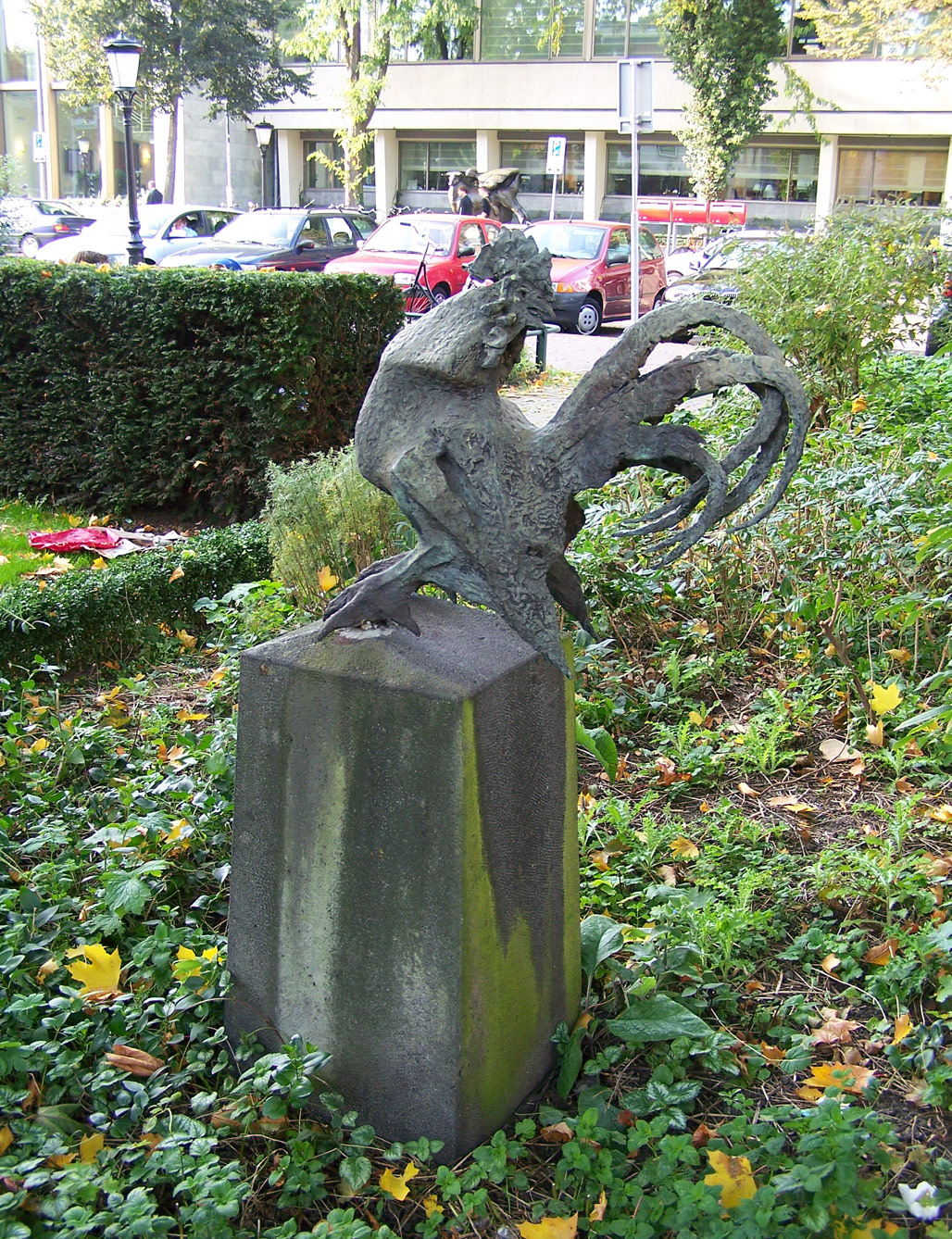
Gallo Nuovo (1954) Luciano Minguzzi, Mariahoek, Utrecht

## Bouwkunst

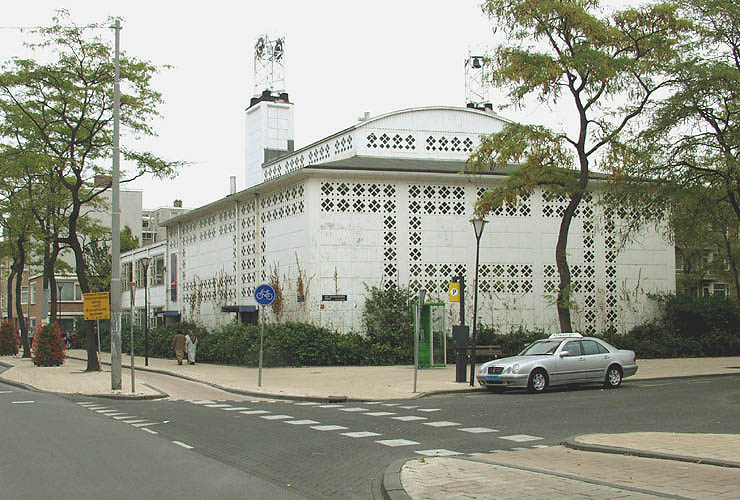
Pniëlkerk, Amsterdam (1954) Berend Tobia Boeyinga
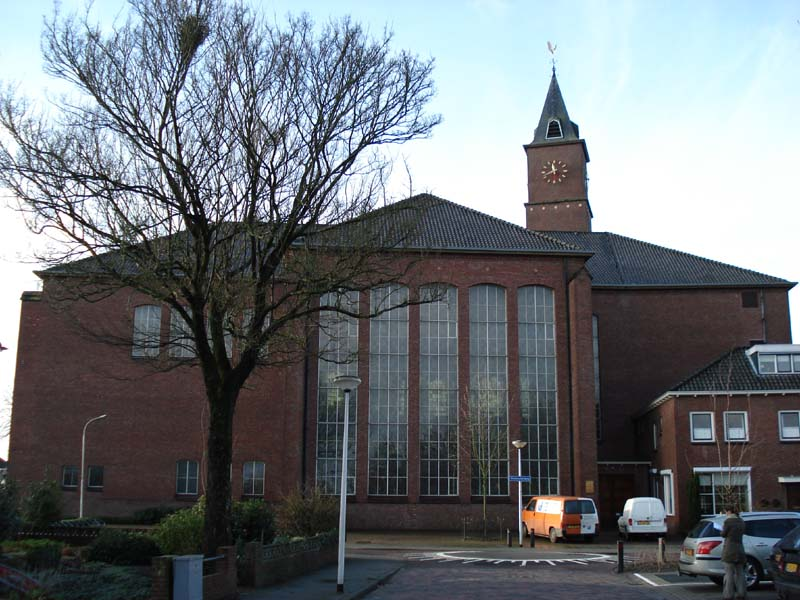
Noorderkerk, Rijssen (1954) A.F. Fresen

## Geboren

### januari
- 1 - Richard Gibson, Brits acteur

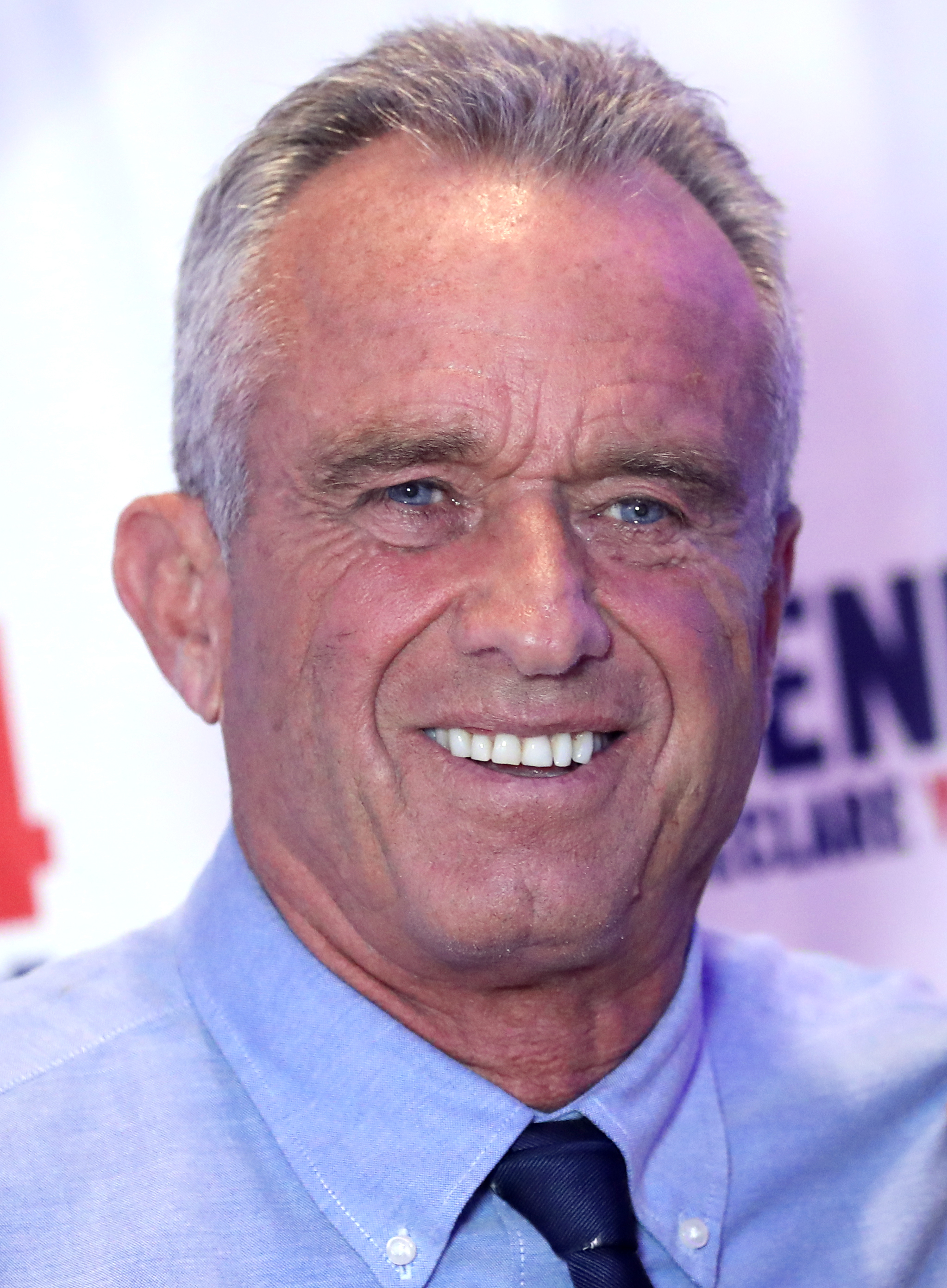
Robert F. Kennedy jr.,
geboren op 17 januari

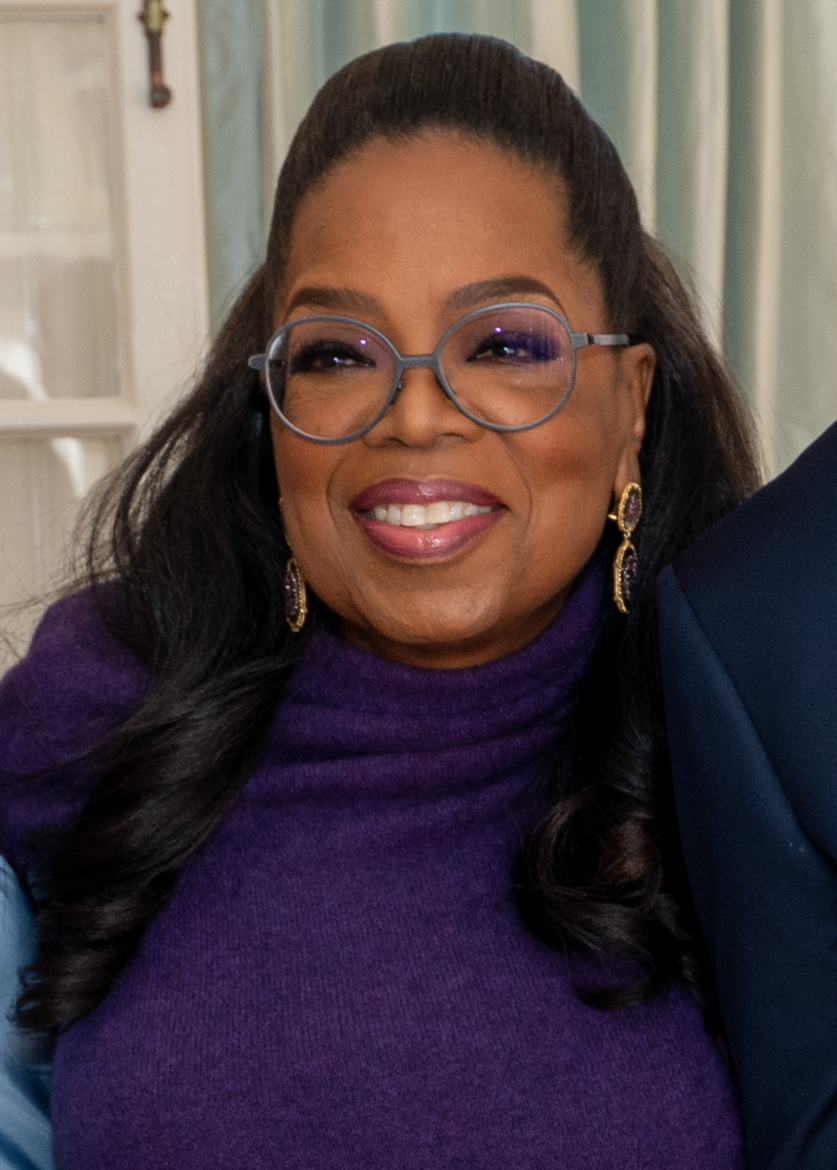
Oprah Winfrey,
geboren op 29 januari

- 1 - Hetty Janssen, Nederlands politica
- 2 - Pavle Jurina, Kroatisch handballer (overleden 2011)
- 2 - Milovan Rajevac, Servisch voetballer en voetbaltrainer
- 3 - Pieter Endedijk, Nederlands predikant en schrijver
- 4 - Angelo De Donatis, Italiaans kardinaal
- 4 - Jacques Demierre, Zwitsers pianist en componist
- 4 - Jo Gartner, Oostenrijks autocoureur (overleden 1986)
- 4 - Dick Van Gelder, Belgisch live-dj
- 4 - Juha Helin, Fins voetballer
- 4 - Tina Knowles, Amerikaans modeontwerpster
- 5 - Jan Everse, Nederlands voetballer en voetbaltrainer
- 5 - László Krasznahorkai, Hongaars schrijver
- 5 - Herman Schueremans, Belgisch politicus (Open Vld) en concertpromotor
- 6 - Jean Eigeman, Nederlands politicus
- 6 - Anthony Minghella, Brits filmregisseur van onder andere The English Patient (overleden 2008)
- 7 - Jodi Long, Amerikaans actrice
- 9 - Steef Roothaan, Nederlands beeldhouwer en tekenaar
- 9 - Louise Vet, Nederlands biologe en hoogleraar ecologie
- 10 - Zillah Emanuels, Nederlands danseres, actrice en zangeres (overleden 2004)
- 10 - François Kevorkian, Frans/Amerikaans dj
- 11 - Kailash Satyarthi, Indiaas kinderrechtenactivist en Nobelprijswinnaar
- 12 - Tom Löwenthal, Nederlands componist en dirigent
- 12 - Cees van der Pluijm, Nederlands schrijver, dichter, columnist, acteur en presentator (overleden 2014)
- 12 - Howard Stern, Amerikaans diskjockey en radio- en televisiepresentator
- 12 - Jack Veerman, Nederlands drummer, van BZN
- 13 - Dereje Nedi, Ethiopisch atleet
- 13 - Trevor Rabin, Zuid-Afrikaans-Amerikaans musicus
- 14 - Peter Bolhuis, Nederlands acteur
- 14 - John van Diggele, Nederlands voetballer
- 14 - Gerard Driehuis, Nederlands journalist
- 14 - Herbert Feurer, Oostenrijks voetballer
- 14 - Robert de Haze Winkelman, Nederlands politicus en bestuurder
- 15 - Rashad al-Alimi, Jemenitisch politicus; president sinds 2022
- 15 - Håkan Carlqvist, Zweeds motorcrosser (overleden 2017)
- 15 - Sjoerd Pleijsier, Nederlands acteur
- 15 - Markus Tanner, Zwitsers voetballer
- 16 - Sergej Prokofjev, Russisch antroposoof (overleden 2014)
- 17 - Pierre Bazzo, Frans wielrenner
- 17 - Robert F. Kennedy jr., Amerikaans advocaat, activist, presentator en politicus
- 17 - George Ramjiawansingh, Surinaams kunstenaar (overleden 2025)
- 17 - Roel Sluiter, Nederlands politicus
- 17 - Dorothee Wong Loi Sing, Surinaams schrijfster en beeldend kunstenares
- 19 - Katey Sagal, Amerikaans televisieactrice en zangeres, onder andere Married... with Children
- 19 - Cindy Sherman, Amerikaans beeldend kunstenares en fotografe
- 19 - Tjeerd van der Zwan, Nederlands politicus en bestuurder; 2011-2023 burgemeester van Heerenveen
- 20 - Jos van der Donk, Nederlands paralympisch sporter
- 21 - Thomas de Maizière, Duits politicus (CDU)
- 21 - Phil Thompson, Engels voetballer
- 22 - Werner Mory, Belgisch atleet
- 23 - Paul Gallagher, Brits R.K. aartsbisschop en curielid
- 23 - Rüdiger Schnuphase, Oost-Duits voetballer
- 23 - Britta Thomsen, Deens politica
- 24 - Lorenzo Mattotti, Italiaans striptekenaar
- 25 - Renate Dorrestein, Nederlands schrijfster (overleden 2018)
- 25 - David Grossman, Israëlisch schrijver
- 25 - Joris Iven, Belgisch dichter, toneelschrijver en vertaler
- 25 - Paul Lim, Amerikaans darter
- 25 - Inga Lindström, Duits (scenario)schrijfster en journaliste
- 27 - Karel De Gucht, Belgisch politicus
- 27 - Hugo Villaverde, Argentijns voetballer (overleden 2024)
- 28 - Bruno Metsu, Frans voetballer en voetbalcoach (overleden 2013)
- 29 - Annegreet van Bergen, Nederlands journaliste en schrijfster
- 29 - Mirna Louisa-Godett, Curaçaos politica; premier van de Nederlandse Antillen 2003-2004
- 29 - Oprah Winfrey, Amerikaans televisiepresentatrice
- 30 - Willy Geurts, Belgisch voetballer
- 30 - Jon Hermans-Vloedbeld, Nederlands politica en bestuurder; 2009-2016 burgemeester van Almelo
- 30 - Alides Hidding, Nederlands singer-songwriter
- 30 - Isa Saharkhiz, Iraans journalist
- 31 - Mauro Baldi, Italiaans autocoureur
- 31 - Ad Vandenberg, Nederlands gitarist
- 31 - Martin Veerman, Nederlands muzikant (overleden 2013)

### februari

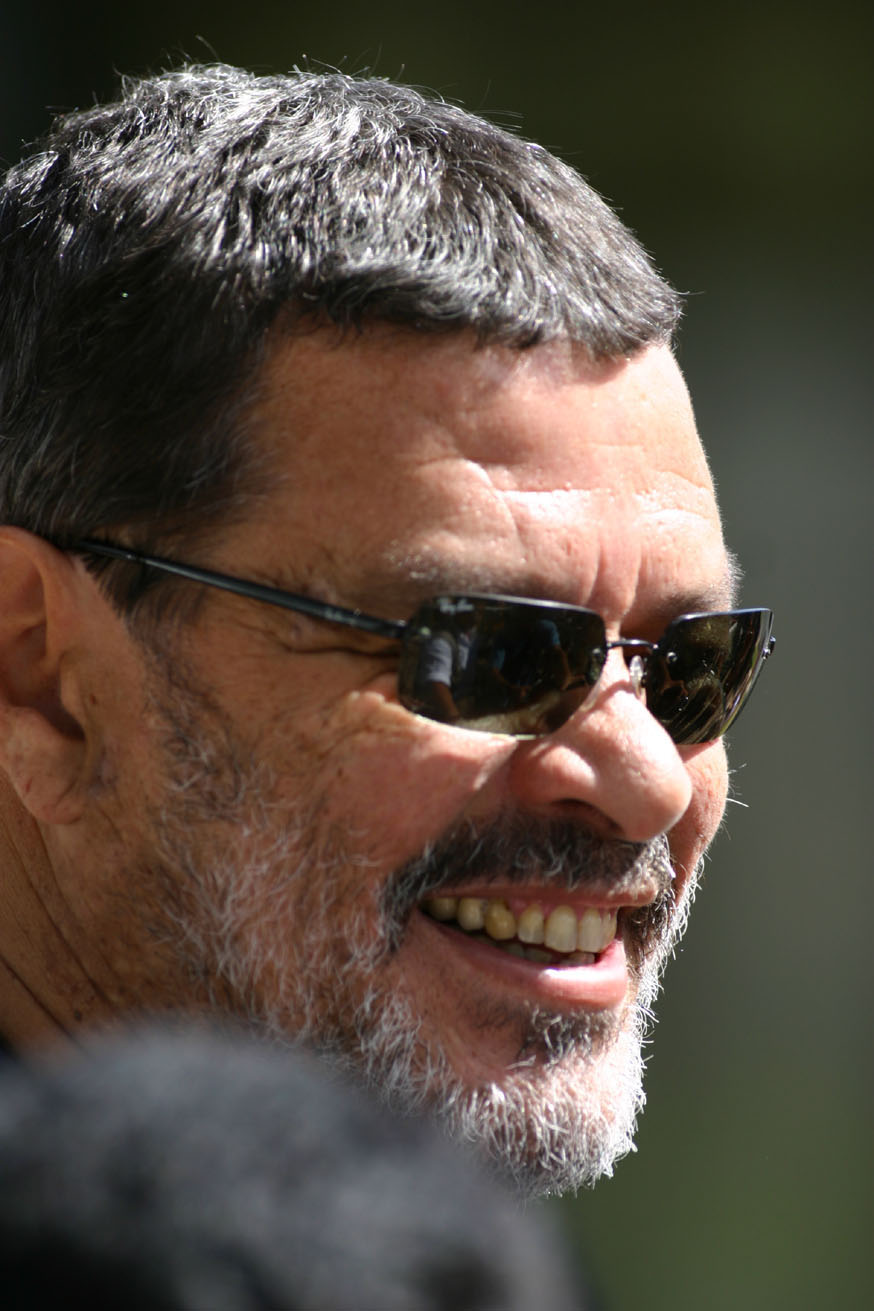
Sócrates
geboren op 19 februari

- 1 - Marijke Amado, Nederlands presentatrice en actrice
- 1 - Egbert Streuer, Nederlands motorcoureur
- 2 - Christie Brinkley, Amerikaans model en actrice
- 2 - Bert Hermelink, Nederlands toetsenist, tekstschrijver en cabaretier
- 2 - Hansi Hinterseer, Oostenrijks schlagerzanger, presentator en acteur
- 4 - Michel Becquet, Frans trombonist
- 4 - Andrej Karlov, Russisch diplomaat (overleden 2016)
- 4 - Bort Koelewijn, Nederlands politicus en bestuurder; o.a. burgemeester van Kampen (2009-2021)
- 5 - Cliff Martinez, Amerikaans drummer en filmcomponist
- 6 - Erik Izraelewicz, Frans journalist (overleden 2012)
- 7 - Dieter Bohlen, Duits muziekproducent, zanger en liedjesschrijver
- 7 - Roger Negri, Luxemburgs politicus
- 8 - Roger van Boxtel, Nederlands politicus en bestuurder
- 9 - Bob Vansant, Belgisch psychotherapeut (overleden 2017)
- 10 - Chuck Deely, in Nederland actief Amerikaans (straat)muzikant (overleden 2017)
- 11 - Eli Ben-Dahan, Israëlisch rabbijn en politicus
- 11 - Annemarie Bon, Nederlands (jeugdboeken)schrijfster
- 12 - Majalli Whbee, Druzisch-Israëlisch politicus
- 13 - Dominique Bathenay, Frans voetballer en voetbaltrainer
- 13 - Serge Ernst, Belgisch striptekenaar en cartoonist
- 13 - Per Nilsson, Zweeds jeugdboekenschrijver
- 13 - Beatrijs Ritsema, Nederlands columniste en psychologe (overleden 2023)
- 15 - Matt Groening, Amerikaans cartoonist en tekenfilmer, The Simpsons, Futurama
- 15 - Hepzibah Kousbroek, Nederlands schrijfster en vertaalster (overleden 2009)
- 15 - Armand Parmentier, Belgisch atleet
- 15 - Marga Scheide, Nederlands zangeres (Luv')
- 15 - Jaap Versteegh, Nederlands beeldend kunstenaar en kunsthistoricus
- 16 - Iain Banks, Schots schrijver (overleden 2013)
- 16 - Liesbeth Bloemen, Nederlands burgemeester
- 16 - Annie van Gansewinkel, Nederlands schrijfster
- 16 - Margaux Hemingway, Amerikaans model en actrice (overleden 1996)
- 17 - Ton van Klooster, Nederlands zwemmer en zwembondscoach
- 17 - Marie-Astrid van Luxemburg, dochter van groothertog Jan van Luxemburg
- 17 - Rene Russo, Amerikaans model en actrice
- 17 - Helene Tursten, Zweeds detectiveschrijfster
- 18 - Huang Yong Ping, Chinees-Frans beeldhouwer en installatiekunstenaar (overleden 2019)
- 18 - John Travolta, Amerikaans acteur
- 19 - Sócrates, Braziliaans voetballer (overleden 2011)
- 19 - Dick Verbakel, Nederlands priester en bestuurder; vicaris-generaal van het bisdom Rotterdam (overleden 2022)
- 20 - Oscar Hammerstein, Nederlands advocaat
- 20 - Anthony Stewart Head, Brits acteur en muzikant
- 20 - Patricia Hearst, Amerikaans erfgename en ontvoeringsslachtoffer
- 21 - Gaby Baginsky, Duits schlagerzangeres
- 21 - Ivo Van Damme, Belgisch atleet (overleden 1976)
- 22 - Ricardo Ferretti (Tuca), Braziliaans (nu Mexicaans) voetballer en voetbaltrainer
- 22 - Johnny Kraaijkamp jr., Nederlands acteur
- 22 - Rob Schouten, Nederlands schrijver en criticus
- 23 - Viktor Joesjtsjenko, Oekraïens president (2005-2010)
- 23 - Rinaldo Klas, Surinaams beeldend kunstenaar
- 24 - Plastic Bertrand, Belgisch popzanger
- 24 - Leon de Winter, Nederlands schrijver, columnist en filmproducent
- 26 - John Bolger, Amerikaans acteur
- 26 - Recep Tayyip Erdoğan, premier, respectievelijk president van Turkije
- 26 - Ernst August (V) van Hannover, Duits prins van het Huis Hannover
- 27 - Marianne Boyer, Nederlands actrice en schrijfster (overleden 2013)
- 28 - Jean Bourgain, Belgisch wiskundige (overleden 2018)
- 28 - Alain Crépin, Belgisch componist, dirigent en muziekpedagoog
- 28 - Youp van 't Hek, Nederlands cabaretier, columnist en schrijver
- 28 - Branko Ivanković, Kroatisch voetbalcoach
- 28 - Julia Sebutinde, Soedanees rechtsgeleerde en rechter

### maart
- 1 - Catherine Bach, Amerikaans actrice
- 1 - Ron Howard, Amerikaans acteur, regisseur en filmproducent
- 1 - Monika Pflug, Duits schaatsster
- 2 - Paulus Jansen, Nederlands politicus en bestuurder
- 3 - Robert Gossett, Amerikaans acteur
- 3 - Jan Slagter, Nederlands omroepbestuurder en televisiepresentator
- 4 - François Fillon, Frans politicus
- 4 - Frank Raes, Belgisch sportjournalist
- 4 - Willie Thorne, Engels snookerspeler en commentator (overleden 2020)
- 5 - João Lourenço, Angolees politicus; president sinds 2017
- 5 - Antti Muurinen, Fins voetballer en voetbalcoach
- 5 - Leen Verbeek, Nederlands ondernemer en politicus; Commissaris van de Koning in Flevoland
- 6 - Paul Röttger, Nederlands acteur en regisseur
- 6 - Harald Schumacher, Duits voetballer
- 8 - Win Remmerswaal, Nederlands honkballer (overleden 2022)
- 8 - Juan Ramón Rocha, Argentijns voetballer
- 8 - David Wilkie, Brits zwemmer (overleden 2024)
- 9 - Carlos Ghosn, Libanees-Braziliaans topbestuurder (CEO Renault) en fraudeur
- 9 - Martin P. Robinson, Amerikaans poppenspeler
- 10 - Tina Charles, Engels discozangeres
- 11 - Esfandiar Baharmast, Amerikaans voetbalscheidsrechter
- 11 - Stephen Bogardus, Amerikaans acteur
- 12 - Anish Kapoor, Brits beeldhouwer
- 13 - Rob Hauser, Nederlands saxofonist en componist
- 14 - Graziano Rossi, Italiaans motorcoureur
- 15 - Huub Flohr, Nederlands priester
- 16 - Leon Lemmens, Belgisch R.K. hulpbisschop (overleden 2017)
- 16 - Dave Long, Brits atleet
- 16 - Colette Bodelot, Luxemburgs linguïst
- 17 - Lesley-Anne Down, Brits actrice
- 17 - Margriet Hermans, Belgisch zangeres, presentatrice en politica
- 17 - Jan te Wierik, Nederlands beeldend kunstenaar (overleden 2002)
- 18 - Enéas Camargo, Braziliaans voetballer (overleden 1988)
- 18 - Paul Frentrop, Nederlands journalist, hoogleraar en politicus
- 20 - Juha Dahllund, Fins voetballer
- 21 - Kees van Beijnum, Nederlands schrijver
- 22 - Peter Looijesteijn, Nederlands motorcoureur (overleden 2012)
- 23 - Dick ter Hark, Nederlands journalist en nieuwslezer
- 24 - Robert Carradine, Amerikaans acteur
- 24 - Herman Kaiser, Nederlands burgemeester
- 24 - Franz Oberacher, Oostenrijks voetballer
- 25 - Bendt Bendtsen, Deens politicus
- 25 - Ecaterina Oancia, Roemeens roeister (overleden 2024)
- 25 - Jelmer Steenhuis, Nederlands jurist en puzzel- en spelontwerper
- 25 - Dick Verdult, Nederlands filmmaker, beeldend kunstenaar en musicus
- 25 - Nathan Watts, Amerikaans bassist
- 27 - Gerard Batten, Engels (euro)politicus
- 27 - Roy Sedoc, Surinaams-Nederlands atleet
- 29 - Ger Biermans, Nederlands politicus
- 29 - Ahmed Dogan, Bulgaars politicus
- 29 - José Hoebee, Nederlands zangeres (Luv')
- 29 - Chip Robinson, Amerikaans autocoureur
- 29 - Gérard Soler, Frans voetballer
- 29 - Willy Wellens, Belgisch voetballer
- 30 - Tanja Klip-Martin, Nederlands politica
- 31 - Zenon, Braziliaans voetballer

### april
- 1 - Giancarlo Antognoni, Italiaans voetballer
- 1 - Armando Gama, Portugees singer-songwriter en operazanger (overleden 2022)
- 1 - Gordon Hill, Engels voetballer
- 1 - Dieter Müller, Duits voetballer
- 1 - Jeff Porcaro, Amerikaans muzikant (overleden 1992)
- 2 - Gregory Abbott, Amerikaans muzikant en zanger
- 3 - Rakhshan Bani-Etemad, Iraans filmmaker
- 3 - Elisabetta Brusa, Italiaans-Brits componiste
- 3 - Nico Landeweerd, Nederlands waterpoloër
- 4 - Abdelilah Benkirane, Marokkaans politicus
- 4 - René Girard, Frans voetballer en voetbalcoach
- 4 - Cristien Polak, Surinaams diplomate en politica (overleden 2022)
- 4 - Dave Ulliott, Engels pokerspeler (overleden 2015)
- 5 - Roger van Hamburg, Nederlands zwemmer
- 5 - Stan Ridgway, Amerikaans zanger
- 6 - Lea Alaerts, Belgisch atlete
- 6 - Mike Ho Sam Sooi, Surinaams-Nederlands acteur (overleden 2023)
- 6 - Michael Schrom, Amerikaans autocoureur
- 7 - Patricia Belcher, Amerikaans actrice
- 7 - Jackie Chan, Hongkongs acteur
- 9 - Luuk Balkestein, Nederlands voetballer
- 9 - Vladimir Belov, Russisch schaatser (overleden 2021)
- 9 - Dennis Quaid, Amerikaans acteur
- 9 - Iain Duncan Smith, Engels politicus
- 9 - Ilona Uhlíková, Tsjechisch tafeltennisster
- 10 - Paul Bearer, Amerikaans worstelaar en worstelmanager (overleden 2013)
- 10 - Peter MacNicol, Amerikaans acteur
- 10 - Giedo Thiry, Belgisch sportverslaggever en zakenman
- 10 - Jean-Luc Vanraes, Belgisch advocaat en politicus (Open Vld)
- 11 - Caecilia (Cas) de Marez Oyens, Nederlands musicienne (overleden 2000)
- 11 - Greta Van Susteren, Amerikaans journaliste en presentatrice
- 12 - Hein Klompmaker, Nederlands (kinderboeken)schrijver en museumdirecteur
- 12 -  Arnoud De Meyer, Belgisch wetenschapper, Fontainebleau, Cambridge, SMU Singapore
- 12 - Jon Krakauer, Amerikaans alpinist, journalist en publicist
- 12 - Steve Stevaert, Belgisch politicus (overleden 2015)
- 13 - Roberto Dinamite, Braziliaans voetballer en politicus (overleden 2023)
- 13 - Gerda van Erkel, Belgisch schrijfster
- 13 - Róża Thun, Pools (euro)politica
- 13 - Marc van Warmerdam, Nederlands film- en theaterproducent
- 16 - Ellen Barkin, Amerikaans actrice
- 16 - Charles Groenhuijsen, Nederlands (televisie)journalist en publicist
- 17 - Riccardo Patrese, Italiaans Formule 1-coureur
- 17 - Roddy Piper, Canadees acteur en professioneel worstelaar (overleden 2015)
- 18 - Hans Liberg, Nederlands cabaretier en muzikant
- 18 - Jean-Claude Selini, Frans motorcoureur
- 19 - Martin Michael Driessen, Nederlands acteur, regisseur en schrijver
- 19 - Trevor Francis, Engels voetballer en voetbalcoach (overleden 2023)
- 19 - Ingrid Peters, Duits zangeres en presentatrice
- 20 - Mieke Vogels, Belgisch politica (Groen)
- 21 - Ramón Gieling, Nederlands acteur en regisseur
- 23 - Tony Atlas, Amerikaans bodybuilder, powerlifter en worstelaar
- 23 - Lucinda Jenney, Amerikaans actrice
- 23 - Michael Moore, Amerikaans film- en documentairemaker
- 24 - Captain Sensible, Engels zanger en gitarist
- 25 - Melvin Burgess, Engels kinderboekenschrijver
- 25 - Alexander van Heteren, Nederlands acteur
- 25 - Albert Kliest, Nederlands beeldhouwer en installatiekunstenaar
- 26 - Chito Roño, Filipijns filmregisseur
- 26 - Mayra Verheyen, Nederlands schrijfster
- 27 - Frank Bainimarama, Fijisch politicus
- 27 - Antonio Patriota, Braziliaans diplomaat en politicus
- 28 - Paul Luijten, Nederlands politicus en bestuurder
- 29 - Jerry Seinfeld, Amerikaans komiek en acteur
- 29 - Masaaki Suzuki, Japans dirigent, clavecinist en organist
- 29 - Margriet Zegers, Nederlands hockeyspeelster
- 30 - Jane Campion, Nieuw-Zeelands regisseur
- 30 - Alonso Cueto, Peruviaans schrijver en hoogleraar
- 30 - Gerard Daly, Iers voetballer

### mei
- 1 - Coert van Ee, Nederlands politicus en burgemeester (overleden 2020)
- 1 - Anne Lybaert, Belgisch onderneemster (overleden 2015)
- 1 - Thijs Udo, Nederlands politicus (VVD) (overleden 2025)
- 2 - Eddy Bakker, Nederlands voetballer
- 2 - Angela Bofill, Amerikaans r&b-zangeres (overleden 2024)
- 3 - Ruud Wielart, Nederlands atleet
- 4 - Sylvia Barlag, Nederlands atlete en sportbestuurder
- 4 - Sylvia Burka, Canadees schaatsster en wielrenster
- 4 - Doug Jones, Amerikaans jurist en politicus
- 4 - Marilyn Martin, Amerikaans zangeres
- 4 - Hans van Zeeland, Nederlands waterpoloër en waterpolocoach
- 4 - Pia Zadora, Amerikaans actrice en zangeres
- 5 - David Azulai, Israëlisch politicus (overleden 2018)
- 7 - Marc de Bel, Belgisch schrijver
- 7 - Henri Lessire, Belgisch atleet
- 8 - Kwame Anthony Appiah, Ghanees-Brits filosoof, cultuurtheoreticus en schrijver
- 8 - Raphael Evers, Nederlands rabbijn
- 8 - Carel van Hees, Nederlands documentair fotograaf en filmmaker
- 8 - David Keith, Amerikaans acteur, filmregisseur en -producent
- 8 - John Michael Talbot, Amerikaans r.k. monnik en singer-songwriter
- 10 - Gaby Grotenclaes, Belgisch atlete
- 10 - Mike Hagerty, Amerikaans acteur (overleden 2022)
- 10 - Jean Bosco Safari, in Rwanda geboren Belgisch zanger en muzikant
- 10 - Ramon Stagnaro, Peruviaans gitarist (overleden 2022)
- 10 - Anatoli Tsjoekanov, Russisch wielrenner (overleden 2021)
- 12 - Friðrik Þór Friðriksson, IJslands regisseur en acteur
- 13 - Inez de Beaufort, Nederlands hoogleraar gezondheidsethiek
- 13 - Johnny Logan, Iers zanger en songwriter
- 14 - Theo Nijland, Nederlands componist, schrijver en theatermaker
- 14 - Peter J. Ratcliffe, Brits nefroloog en Nobelprijswinnaar
- 14 - Ton Schipper, Belgisch radio-dj, radiopresentator, radio- en televisieprogrammamaker
- 15 - Andrea Gyarmati, Hongaars zwemster
- 15 - Raul Rekow, Amerikaans percussionist (overleden 2015)
- 17 - Annie Abrahams, Nederlands beeldend kunstenares, kunstdocent en curator
- 18 - Eric Gerets, Belgisch voetbaltrainer en voormalig voetballer
- 19 - Phil Rudd, Australisch drummer (AC/DC)
- 20 - Esko Aho, Fins politicus (premier 1991-1995)
- 20 - Nunes, Braziliaans voetballer
- 20 - David Paterson, Amerikaans Democratisch politicus
- 20 - Robert Van de Walle, Belgisch judoka
- 21 - Marc Ribot, Amerikaans gitarist
- 21 - Rik Toonen, Nederlands waterpoloër
- 22 - Dick van Meeuwen, Nederlands onderwijsbestuurder en politicus
- 22 - Shuji Nakamura, Japans natuurkundige en Nobelprijswinnaar
- 22 - Jesús Reynaldo, Boliviaans voetballer
- 23 - Keith Campbell, Brits bioloog (overleden 2012)
- 23 - Marvin Hagler, Amerikaans bokser (overleden 2021)
- 23 - Hans Kruize, Nederlands hockeyer
- 24 - Kamiel Vanhole, Belgisch (toneel)schrijver, vertaler en (vredes)activist (overleden 2008)
- 25 - Hanneke Kappen, Nederlands televisiepresentatrice en zangeres
- 25 - Roelant Oltmans, Nederlands hockeycoach
- 26 - Dora Bakogianni, Grieks politica
- 26 - Éric Saul, Frans motorcoureur
- 27 - Peter Dahlberg, Zweeds golfer
- 28 - Townsend Coleman, Amerikaans stemacteur
- 28 - Youri Egorov, Russisch-Nederlands concertpianist (overleden 1988)
- 28 - Sylvia Weve, Nederlands illustratrice
- 29 - John Hencken, Amerikaans zwemmer en olympisch kampioen (1972 en 1976)
- 31 - Hans Schmidt, Nederlands burgemeester
- 31 - Vicki Sue Robinson, Amerikaans actrice en zangeres (overleden 2000)

### juni

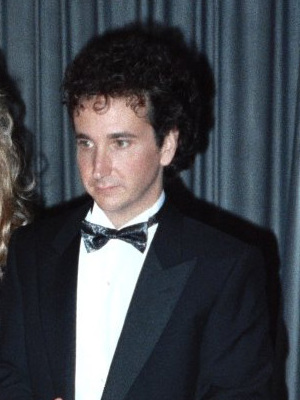
Mark Linn-Baker
geboren op 17 juni

- 2 - Jozef Devriese, Belgisch Paralympiër (overleden 2012)
- 2 - Jaap de Witte (Jaap Schilder), Nederlands muzikant, tekstdichter en componist
- 3 - Maritza De Voeght, Belgisch atlete
- 3 - Dan Hill, Canadees singer-songwriter
- 3 - Monica Törnell, Zweeds zangeres
- 4 - Raphael Ravenscroft, Brits saxofonist (overleden 2014)
- 6 - Harvey Fierstein, Amerikaans acteur, toneelschrijver en zanger
- 6 - Jorge Mendonça, Braziliaans voetballer (overleden 2006)
- 7 - Jan Theuninck, Belgisch dichter en kunstschilder
- 7 - Guy De Pré, Belgisch radiopresentator
- 8 - Monika Hamann, Oost-Duits atlete
- 8 - Muda Lawal, Nigeriaans voetballer (overleden 1991)
- 9 - George Pérez, Amerikaans stripauteur (overleden 2022)
- 10 - Sonja Castelein, Belgisch atlete
- 10 - Kim Portnoy, Amerikaans componist, muziekpedagoog en jazzpianist
- 10 - Ben Scholtens, Nederlands surinamist (overleden 1993)
- 12 - Yvo de Boer, Nederlands ambtenaar en bestuurder
- 12 - Tineke Schouten, Nederlands cabaretière
- 13 - Freek Ossel, Nederlands politicus
- 13 - Manuel Rojas, Chileens voetballer en voetbalcoach
- 14 - Manfred Herweh, Duits motorcoureur
- 14 - Gianna Nannini, Italiaanse zangeres
- 14 - Will Patton, Amerikaans acteur
- 14 - Willem Schuth, Nederlands (euro)politicus
- 15 - James Belushi, Amerikaans acteur
- 15 - Rudy Pevenage, Belgisch wielrenner
- 15 - Zdeňka Šilhavá, Tsjechoslowaaks/Tsjechisch atlete
- 15 - Beverley Whitfield, Australisch zwemster (overleden 1996)
- 16 - John Albert Jansen, Nederlands journalist (overleden 2024)
- 16 - Haitske Pijlman, Nederlands schaatsster
- 16 - Willy Stähle, Nederlands waterskikampioene (overleden 2015)
- 17 - Mark Linn-Baker, Amerikaans acteur
- 18 - René Kahn, Nederlands psychiater en hoogleraar
- 18 - Cor van de Stroet, Nederlands danser en dansleraar
- 19 - Rudy Beckers, Belgisch kunstschilder
- 19 - Dic van Duin, Nederlands acteur
- 19 - Michel Pont, Zwitsers voetballer en voetbalcoach
- 19 - Kathleen Turner, Amerikaans actrice
- 20 - José Oscar Bernardi, Braziliaans voetballer bekend als Oscar
- 20 - Harald Jährling, Oost-Duits roeier (overleden 2023)
- 21 - Chitra Gajadin, Surinaams schrijfster
- 21 - Anne Kirkbride, Brits actrice (overleden 2015)
- 21 - Robert Menasse, Oostenrijks schrijver
- 22 - Nicky Langley, Vlaams actrice en schrijfster
- 22 - Wolfgang Becker, Duits filmregisseur (overleden 2024)
- 23 - Randy Alcorn, Amerikaans schrijver
- 23 - Fons Leroy, Belgisch ambtenaar
- 23 - Caroline Nelissen, Nederlands schrijfster
- 25 - Lut Hannes, Vlaams actrice
- 25 - Sonia Sotomayor, Amerikaans rechter bij het Hooggerechtshof
- 26 - Luis Arconada, Spaans voetballer
- 26 - Catherine Samba-Panza, Centraal-Afrikaans politica
- 26 - Magda van Tilburg, Nederlands illustratrice en grafisch ontwerpster
- 27 - Ton Kamphues, Nederlands voetballer
- 27 - Dave Whitcombe, Engels darter
- 28 - Alice Krige, Zuid-Afrikaans actrice
- 28 - Benoît Sokal, Belgisch striptekenaar en spelontwerper (overleden 2021)
- 28 - Harald de Vlaming, Nederlands zeiler (overleden 2023)
- 29 - Pauline Broekema, Nederlands journaliste en schrijfster
- 29 - Rob van Gijzel, Nederlands politicus en bestuurder, burgemeester van Eindhoven
- 29 - Júnior, Braziliaans voetballer, beachvoetballer en voetbaltrainer
- 29 - Alida Neslo, Surinaams-Nederlands actrice
- 30 - Charlene de Carvalho-Heineken, Nederlands grootaandeelhoudster van de Heineken Holding
- 30 - Øystein Gåre, Noors voetbalcoach (overleden 2010)
- 30 - Serzj Sarkisian, Armeens politicus; president 2008-2018
- 30 - Will Theunissen, Nederlands gitarist (overleden 2020)
- 30 - Peter van der Velden, Nederlands politicus

### juli

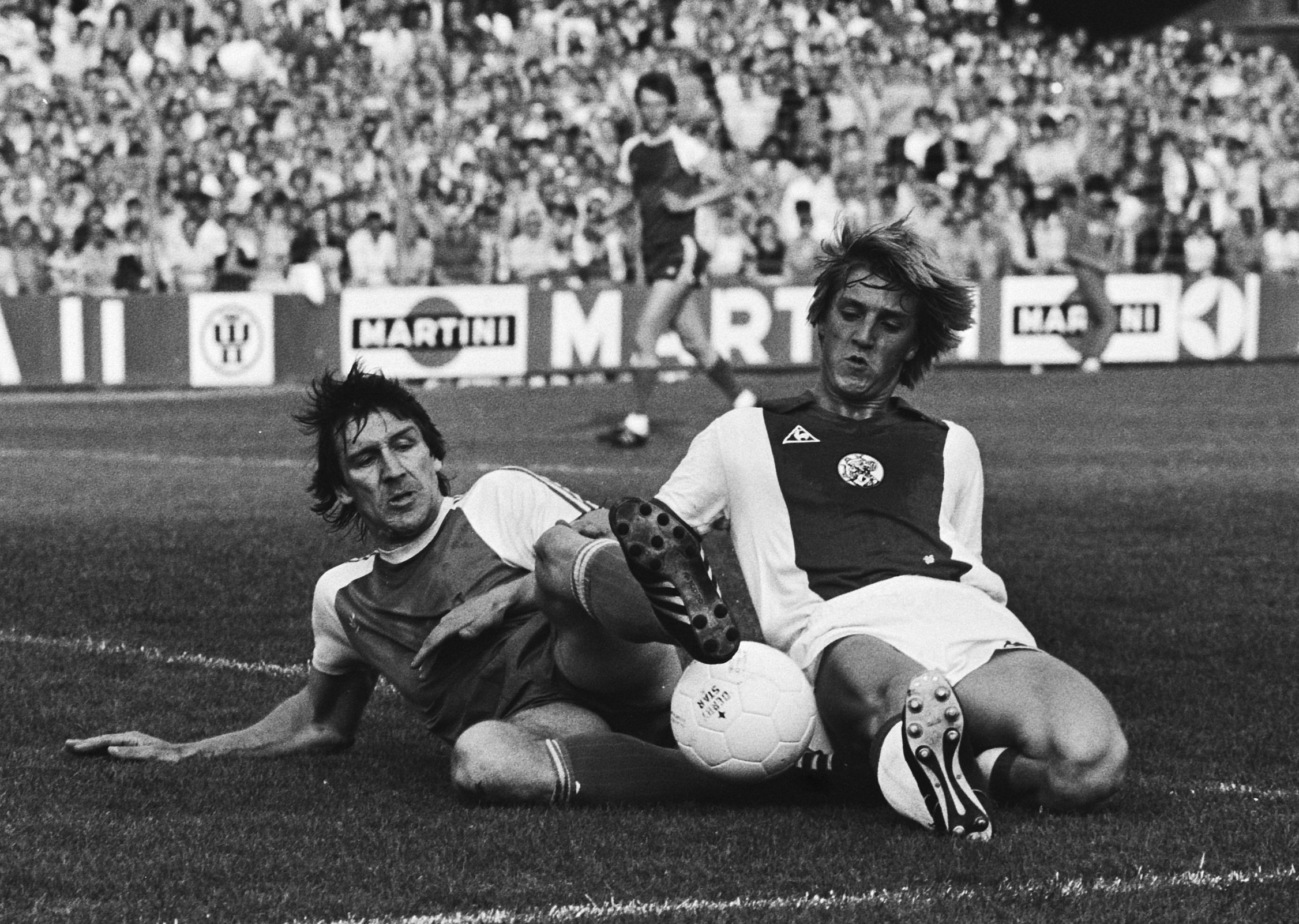
Ronald Spelbos (links),
geboren op 8 juli

- 1 - György Horkai, Hongaars waterpoloër
- 2 - Mineke Bosch, Nederlands historica
- 2 - Luc Janssen, Belgisch radio- en televisiepresentator
- 2 - Bart van Leeuwen, Nederlands diskjockey
- 2 - Johan Verhoek, Nederlands crimineel, alias de Hakkelaar
- 3 - John Jaakke, Nederlands jurist en sportbestuurder
- 3 - Mart Nooij, Nederlands voetbalcoach
- 4 - Larry Van Kriedt, Amerikaans-Australisch (jazz)muzikant (o.a. AC/DC)
- 8 - Flip Broekman, Nederlands liedjes- en toneelschrijver (overleden 2019)
- 8 - Antigoni Papadopoulou, Cypriotisch politica en scheikundige
- 8 - Ronald Spelbos, Nederlands voetballer en voetbaltrainer
- 9 - Théophile Abega, Kameroens voetballer (overleden 2012)
- 9 - Renée de Haan, Nederlands zangeres (overleden 2016)
- 9 - Torbjörn Nilsson, Zweeds voetballer en voetbaltrainer
- 9 - Debbie Sledge, Amerikaans zangeres (popgroep Sister Sledge
- 10 - Martha De Laurentiis, Amerikaans film- en televisieproducente (overleden 2021)
- 10 - Robby Malhoe, Surinaams politicus (overleden 2023)
- 10 - Neil Tennant, Brits zanger van Pet Shop Boys
- 11 - Peter Hoppenbrouwers, Nederlands historicus (overleden 2023)
- 11 - Butch Reed, Amerikaans professioneel worstelaar (overleden 2021)
- 12 - Wolfgang Dremmler, Duits voetballer
- 13 - Florencio Abad, Filipijns politicus en bestuurder
- 13 - Sezen Aksu, Turks singer-songwriter en muziekproducente
- 13 - Little Pink Anderson, Amerikaans blueszanger
- 13 - Ernst Ulrich Deuker, Duits muzikant
- 13 - Peter Giele, Nederlands dichter, (beeldend) kunstenaar en organisator (overleden 1999
- 14 - Pete Miller, Brits bassist en vocalist van de popgroep Racey (overleden 2003)
- 15 - Mario Kempes, Argentijns voetballer
- 16 - Beno Hofman, Nederlands historicus en televisiepresentator (overleden 2023)
- 17 - Richard Bekins, Amerikaans acteur
- 17 - Angela Merkel, Duits politica; bondskanselier 2005-2021
- 17 - Eduardo Romero, Argentijns golfer (overleden 2022)
- 17 - J. Michael Straczynski, Amerikaans scenarioschrijver en producent
- 18 - Ricky Skaggs, Amerikaans bluegrass- en countryartiest en presentator
- 19 - Ferd Crone, Nederlands politicus en bestuurder; burgemeester van Leeuwarden 2007-2019
- 20 - Ria Ahlers, Nederlands atlete
- 20 - Jerome Preston Bates, Amerikaans acteur
- 21 - Günter Sonnenberg, Duits terrorist
- 21 - Hennie Stamsnijder, Nederlands wielrenner
- 21 - Marleen Vanderpoorten, Belgisch politica
- 22 - Hannes Bauer, Duits trombonist (overleden 2016)
- 22 - Lonette McKee, Amerikaans singer-songwriter en actrice
- 22 - Al Di Meola, Amerikaans fusiongitarist
- 23 - Ad Arma (= Ad Robert Meerman), Nederlands beeldend kunstenaar
- 24 - Vasile Dîba, Roemeens kajakker (overleden 2024)
- 25 - Risto Pulkkinen, Fins componist en percussionist
- 26 - Dieudonné LaMothe, Haïtiaans atleet
- 26 - Vitas Gerulaitis, Amerikaans tennisser (overleden 1994)
- 27 - Philippe Alliot, Frans autocoureur
- 27 - Peter Mueller, Amerikaans schaatscoach en schaatser
- 28 - Bruce Abbott, Amerikaans acteur
- 28 - Hugo Chávez, Venezolaans president (overleden 2013)
- 28 - Gerd Faltings, Duits wiskundige
- 28 - Fred van Iersel, Nederlands theoloog en bestuurder (overleden 2023)
- 28 - Willem van der Meiden, Nederlands theoloog, journalist en communicatieadviseur
- 28 - Steve Morse, Amerikaans gitarist en componist
- 30 - Gregory C. Johnson, Amerikaans astronaut
- 30 - Ken Olin, Amerikaans producent, acteur en regisseur
- 30 - Cor Peitsman, Nederlands voetballer

### augustus

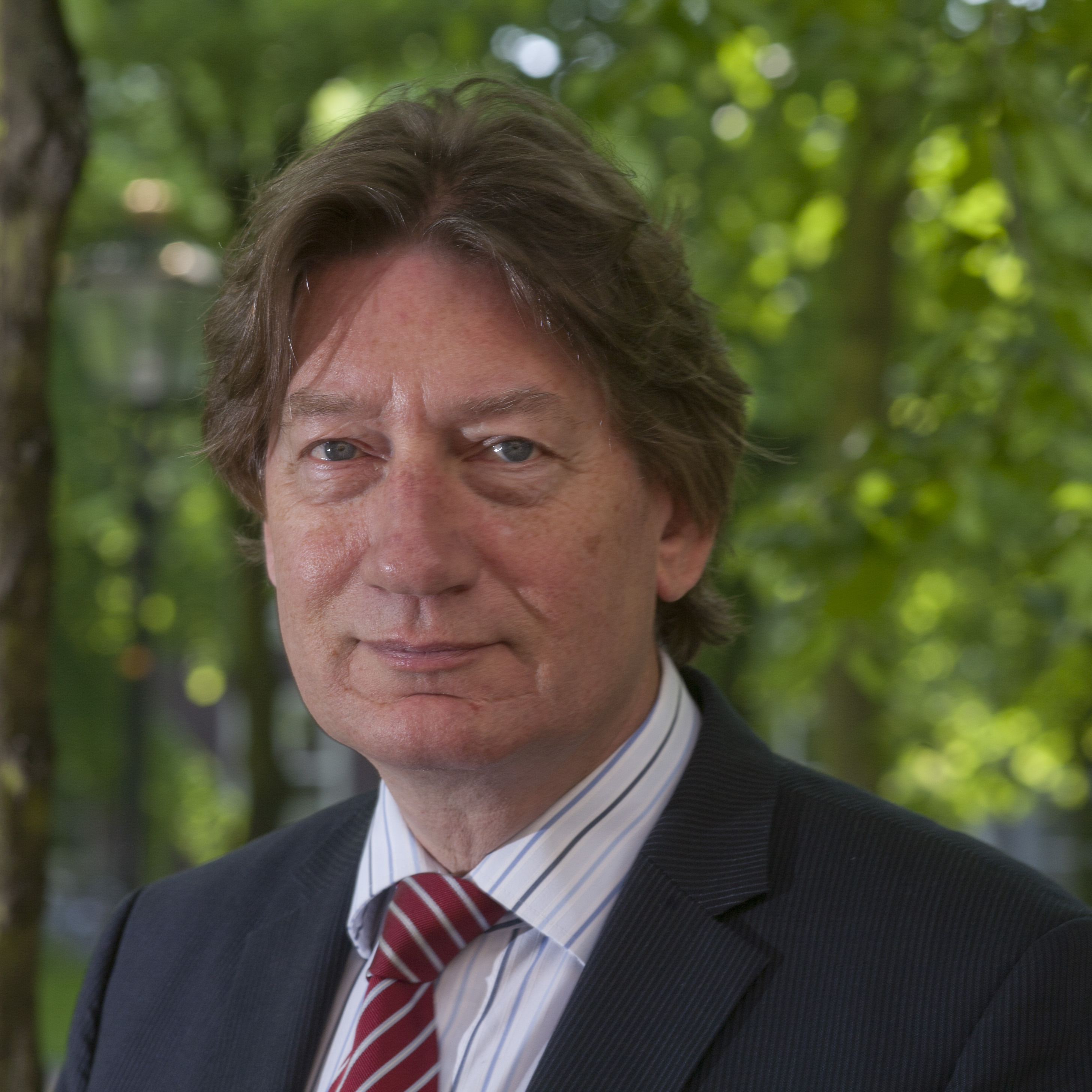
Rob de Wijk
geboren op 14 augustus

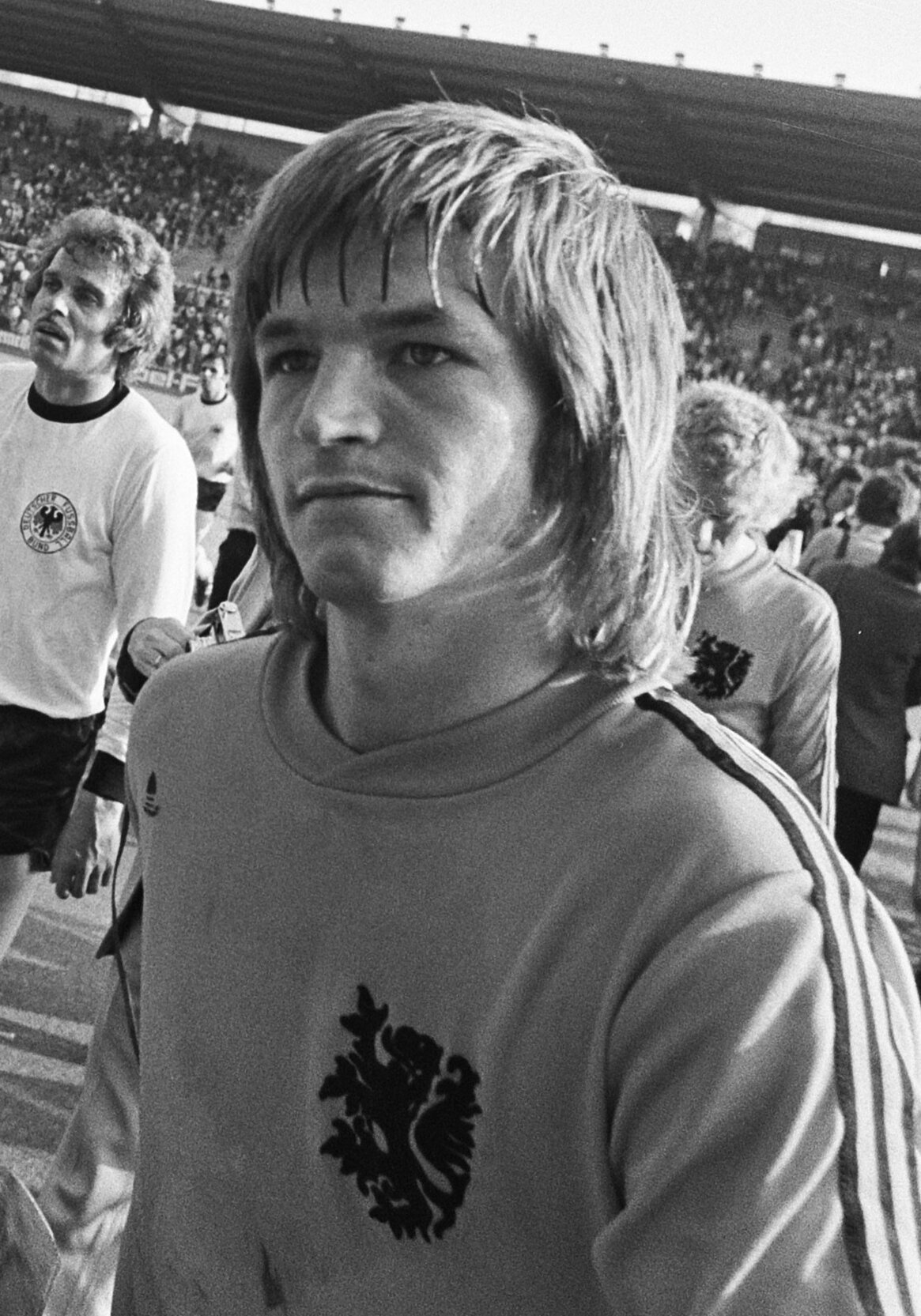
Jan Peters (1954; NEC, AZ'67)
geboren op 18 augustus

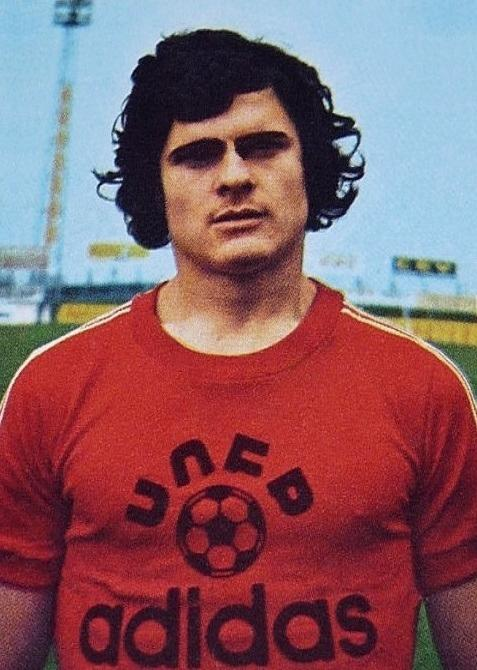
Didier Six
geboren op 21 augustus

- 2 - Mark Kranenburg, Nederlands journalist
- 2 - Hans Ligtvoet, Nederlands acteur
- 4 - Anatolij Kinach, Oekraïens politicus
- 4 - Etienne Urka, Surinaams-Nederlands crimineel
- 6 - Elly de Graaf, Nederlands actrice
- 7 - Jonathan Pollard, Amerikaans-Israëlisch inlichtingenofficier en spion
- 11 - Joe Jackson, Brits muzikant
- 11 - Carrie Jansen, Nederlands columniste en schrijfster
- 11 - Michael G. Moye, Amerikaans scriptschrijver en producent
- 11 - Tarmo Rüütli, Estisch voetballer en voetbalcoach
- 12 - Ray Abruzzo, Amerikaans acteur
- 12 - François Hollande, Frans politicus
- 12 - Moniek Kramer, Nederlands actrice en scenarioschrijfster
- 12 - Pat Metheny, Amerikaans jazzgitarist
- 12 - Dick Verhoeven, Nederlands burgemeester (overleden 2022)
- 13 - Wolfgang Meyer, Duits klarinettist (overleden 2019)
- 13 - Robby Jonathan Parabirsing Rappa, Surinaams schrijver
- 14 - Christian Gross, Zwitsers voetbaltrainer
- 14 - Anatoli Mysjkin, Russisch basketballer
- 14 - Rob de Wijk, Nederlands buitenland- en veiligheidscommentator
- 15 - Stieg Larsson, Zweeds journalist en schrijver (overleden 2004)
- 16 - James Cameron, Canadees filmregisseur
- 16 - Harry van den Ham, Nederlands voetballer en voetbaltrainer
- 17 - Ingrid Daubechies, Belgisch natuur- en wiskundige
- 17 - Andrés Pastrana, Colombiaans politicus
- 18 - Jan Peters, Nederlands voetballer (1954; NEC, AZ'67)
- 19 - Arnold Karskens, Nederlands journalist
- 20 - Luc Bungeneers, Vlaams politicus (NVA)
- 20 - Jac Klijs, Nederlands burgemeester
- 20 - Leon Pliester, Nederlands schaker (overleden 2012)
- 21 - Didier Six, Frans voetballer
- 23 - Henk Nooren, Nederlands springruiter
- 23 - Usman Santi, Nederlands advocaat en politicus
- 24 - Heini Otto, Nederlands voetballer en voetbaltrainer
- 25 - Elvis Costello, Brits zanger en componist
- 26 - Jan van Belzen, Nederlands politicus en burgemeester van de gemeente Barendrecht
- 26 - Howard Clark, Engels golfer
- 26 - Lex van de Haterd, Nederlands neerlandicus en publicist
- 26 - Rini Hurkmans, Nederlands kunstenaar
- 26 - Steve Wright, Brits diskjockey (overleden 2024)
- 27 - Gerrit Breteler, Nederlands schrijver, zanger en beeldend kunstenaar (overleden 2023)
- 27 - Wia van Dijk, Nederlands beeldhouwster en schilderes
- 27 - John Lloyd, Brits tennisser
- 29 - Elma van Haren, Nederlands dichteres
- 29 - Wladimir Rodrigues dos Santos, Braziliaans voetballer
- 30 - Gerard Hadders, Nederlands grafisch vormgever
- 30 - Guy Kawasaki, Amerikaans durfkapitalist
- 30 - Aleksandr Loekasjenko, Witrussisch president
- 31 - Caroline Cossey, Brits actrice

### september

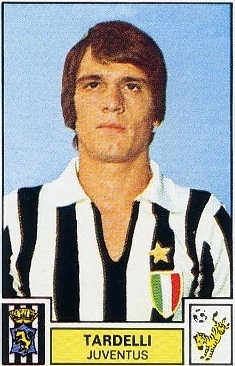
Marco Tardelli
geboren op 24 september

- 1 - Filip Vujanović, Montenegrijns politicus; president 2003-2018
- 2 - Andrej Babiš, Tsjechisch zakenman en politicus; premier sinds 2017
- 2 - Gerrit de Jager, Nederlands striptekenaar
- 3 - David Elleray, Engels voetbalscheidsrechter
- 3 - Janny van der Heijden, Nederlands culinair publiciste
- 3 - Paul Scheffer, Nederlands publicist en lid PvdA
- 3 - Jaak Uudmäe, Estisch atleet
- 4 - Isabelle Durant, Belgisch politica (Ecolo)
- 6 - Carly Fiorina, Amerikaans zakenvrouw en politica
- 7 - Corbin Bernsen, Amerikaans acteur
- 7 - Michael Emerson, Amerikaans acteur
- 7 - Martyn van den Hoek, Nederlands pianist (overleden 2022)
- 8 - Mark Foley, Amerikaans politicus
- 8 - Micky Otterspoor, Nederlands journaliste en schrijfster
- 9 - Walter Davis, Amerikaans basketballer (overleden 2023)
- 10 - Stephen Desberg, Belgisch stripschrijver
- 11 - Herbert Nouwens, Nederlands beeldhouwer
- 13 - Isiah Whitlock jr., Amerikaans acteur
- 14 - Gilbert Dresch, Luxemburgs voetballer
- 15 - Ineke Dezentjé Hamming-Bluemink, Nederlands politica (VVD)
- 15 - Hrant Dink, Armeens-Turks journalist en columnist (overleden 2007)
- 16 - Rifaat Turk, Israëlisch voetballer
- 17 - Ghislaine Nuytten, Belgisch model, modejournaliste en presentatrice (overleden 2022)
- 19 - Frank Versteegh, Nederlands piloot
- 19 - Nico Wagner, Luxemburgs voetballer
- 20 - James Moloney, Australisch kinderboekenschrijver
- 21 - Shinzo Abe, Japans politicus en premier (overleden 2022)
- 21 - Wolfgang Steinbach, Oost-Duits voetballer en voetbalcoach
- 21 - Luc Vanderschommen, Belgisch voetballer (overleden 2023)
- 22 - Eon (= Ian Loveday), Engels ravemuzikant en muziekproducent (overleden 2009)
- 22 - Harry Kisoensingh, Surinaams politicus (overleden 2008)
- 22 - Bram van Ojik, Nederlands politicus voor Groen Links
- 23 - John Baker Saunders, Amerikaans muzikant (overleden 1999)
- 23 - Cherie Blair-Booth, Brits advocate, echtgenote van de Britse oud-premier Tony Blair
- 23 - Kees Boonman, Nederlands parlementair journalist
- 24 - Davey Arthur, Iers folkmuzikant
- 24 - Ash Carter, Amerikaans Democratisch politicus (overleden 2022)
- 24 - Jette van der Meij, Nederlands zangeres en actrice
- 24 - Lesley Rahman, Surinaams journalist; slachtoffer van de decembermoorden (overleden 1982)
- 24 - Marco Tardelli, Italiaans voetballer
- 25 - Joep Lange, Nederlands hoogleraar infectieziekten en aidsdeskundige (overleden 2014)
- 25 - Juande Ramos, Spaans voetballer en voetbaltrainer
- 26 - Alice, Italiaans zangeres
- 26 - Bart Chabot, Nederlands dichter en schrijver
- 28 - Geir Jensen, Noors kunstenaar
- 29 - Bo Gustafsson, Zweeds snelwandelaar en Olympisch medaillewinnaar
- 29 - Masoud Pezeshkian, Iraans hartchirurg en politicus; president sinds 2024
- 30 - Basia Trzetrzelewska, Pools zangeres van de Britse band Matt Bianco

### oktober

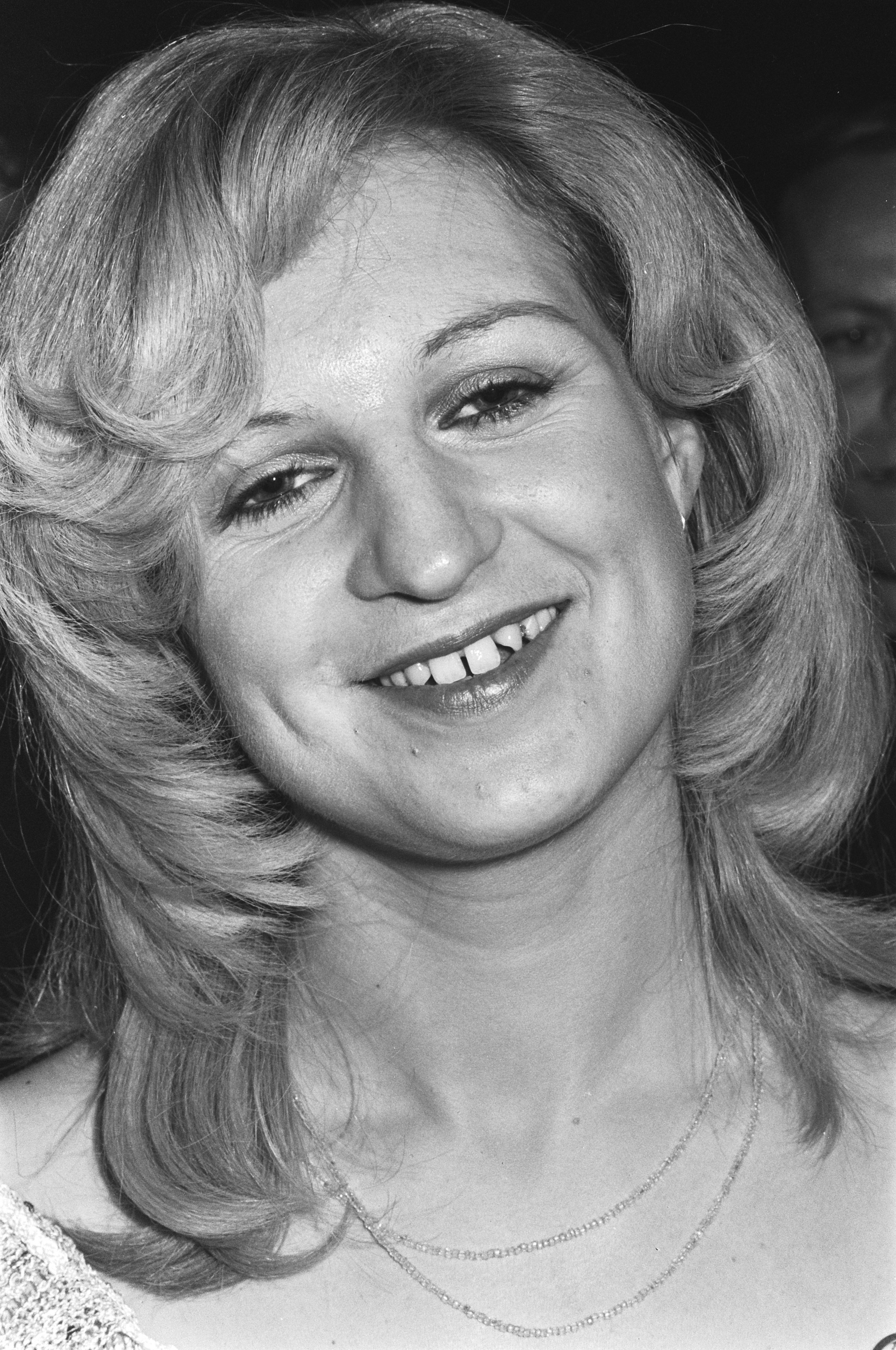
Anita Meyer
geboren op 29 oktober

- 1 - Ronald Brautigam, Nederlands pianist
- 1 - Vladimir Oeroetsjev, Bulgaars politicus
- 1 - Dré Steemans (Felice), Belgisch presentator (overleden 2009)
- 2 - Lorraine Bracco, Amerikaans actrice (Goodfellas)
- 2 - Vincent Hildebrandt, Nederlands organist
- 2 - Jan Keunen, Nederlands hoogleraar oogheelkunde en politicus (VVD)
- 2 - Auck Peanstra, Nederlands (Fries) jeugdboekenschrijfster (overleden 2016)
- 3 - Stevie Ray Vaughan, Amerikaans gitarist en zanger (overleden 1990)
- 4 - Christina Simon, Oostenrijks zangeres
- 6 - Jo Maas, Nederlands wielrenner
- 8 - Ruud Benard, deelnemer aan het reality-tv-programma Big Brother
- 8 - Walter Dahn, Duits kunstschilder, fotograaf en musicus (overleden 2024)
- 8 - Jean Fernandez, Frans voetballer en voetbaltrainer
- 8 - Huub Rothengatter, Nederlands autocoureur
- 8 - Chris Thys, Belgisch actrice
- 9 - Scott Bakula, Amerikaans televisieacteur
- 9 - Daniel Gisiger, Zwitsers wielrenner
- 9 - Eric Gudde, Nederlands voetbalbestuurder
- 9 - Eugenio Toussaint, Mexicaans componist en pianist (overleden 2011)
- 10 - Ariane Ascaride, Frans actrice
- 10 - Fernando Santos, Portugees voetballer en voetbalcoach
- 11 - Wim Daniëls, Nederlands schrijver
- 11 - Vojislav Šešelj, Servisch politicus
- 12 - Tom Blomberg, Zweeds-Nederlands radiomaker
- 12 - Fons Brydenbach, Belgisch atleet (overleden 2009)
- 12 - Agbéyomé Messan Kodjo, Togolees politicus
- 13 - Elbert Roest, Nederlands bestuurder en politicus
- 15 - Guy Moreau, Belgisch atleet
- 15 - John Ousterhout, Amerikaans informaticus (ontwikkelaar tcl) en natuurkundige
- 15 - Marjolein Sligte, Nederlands actrice
- 16 - Hiske van der Linden, Nederlands actrice
- 16 - Julian With, Surinaams criticus en schrijver (overleden 2024)
- 17 - René Botteron, Zwitsers voetballer
- 17 - Hans Elzerman, Nederlands zwemmer en zwemtrainer
- 18 - Chris van der Heijden, Nederlands historicus en publicist
- 18 - Bob Weinstein, Amerikaans filmproducent en studiobaas
- 19 - Sam Allardyce, Engels voetballer en voetbalcoach
- 19 - Roberto Batelli, Sloveens politicus
- 19 - Guy Dardenne, Belgisch voetballer en voetbalcoach
- 22 - Guusje Eijbers, Nederlands actrice en toneelregisseuse
- 23 - Brice De Ruyver, Belgisch criminoloog (overleden 2017)
- 23 - Ang Lee, Taiwanees filmregisseur
- 23 - Uli Stein, Duits voetbaldoelman
- 24 - Lieve Baeten, Belgisch kinderboekenschrijfster en illustratrice (overleden 2001)
- 24 - Amadou Bagayoko, Malinees zanger en gitarist
- 24 - Ann Cleeves, Engelse misdaadschrijfster
- 24 - Doug Davidson, Amerikaans (soap)acteur
- 24 - Jaap-Jelle Feenstra, Nederlands  politicus (PvdA)
- 24 - Kester Freriks, Nederlands schrijver en dichter
- 24 - Malcolm Turnbull, Australisch politicus
- 26 - Nikolaj Aljochin, Wit-Russisch schermer (overleden 2023)
- 26 - Steve Brown, Amerikaans-Nederlands ondernemer, programmamaker en schrijver
- 26 - Bernard Mauchien, Belgisch hockeyer
- 26 - D.W. Moffett, Amerikaans acteur en filmregisseur
- 26 - James Pickens jr., Amerikaans acteur
- 27 - Mike Kelley, Amerikaans kunstenaar (overleden 2012)
- 28 - Yannick De Clercq, Belgisch advocaat en politicus
- 29 - Lee Child, Engels thrillerschrijver
- 29 - Anita Meyer, Nederlands zangeres
- 30 - Per Chr. Frost, Deens bassist, muziekproducent en gitarist (overleden 2023)
- 30 - Piero Gros, Italiaans alpineskiër

### november
- 3 - Adam Ant, Brits zanger

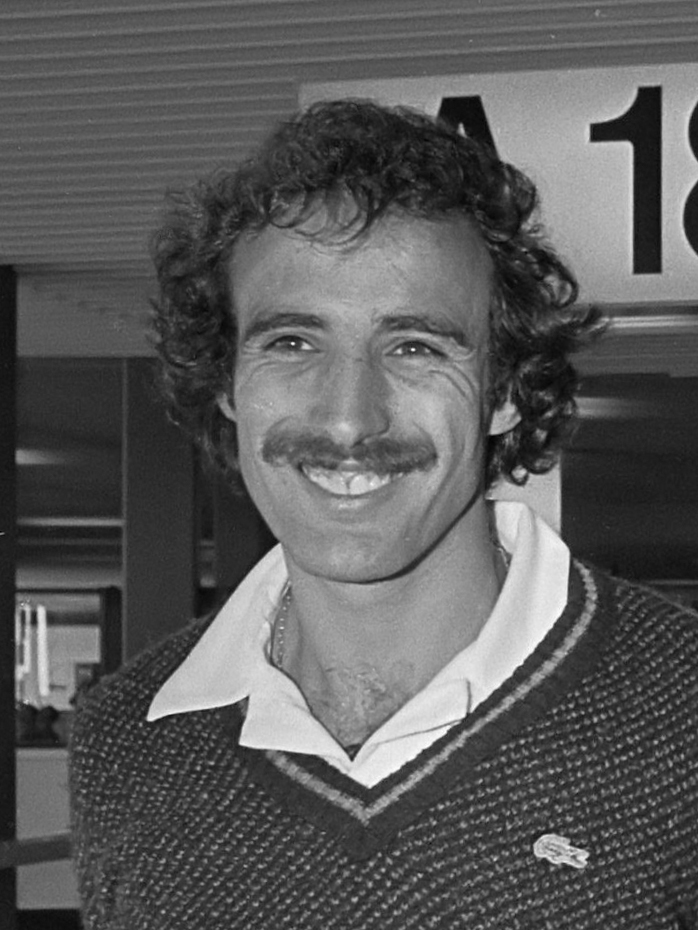
Kurt Welzl
geboren op 6 november

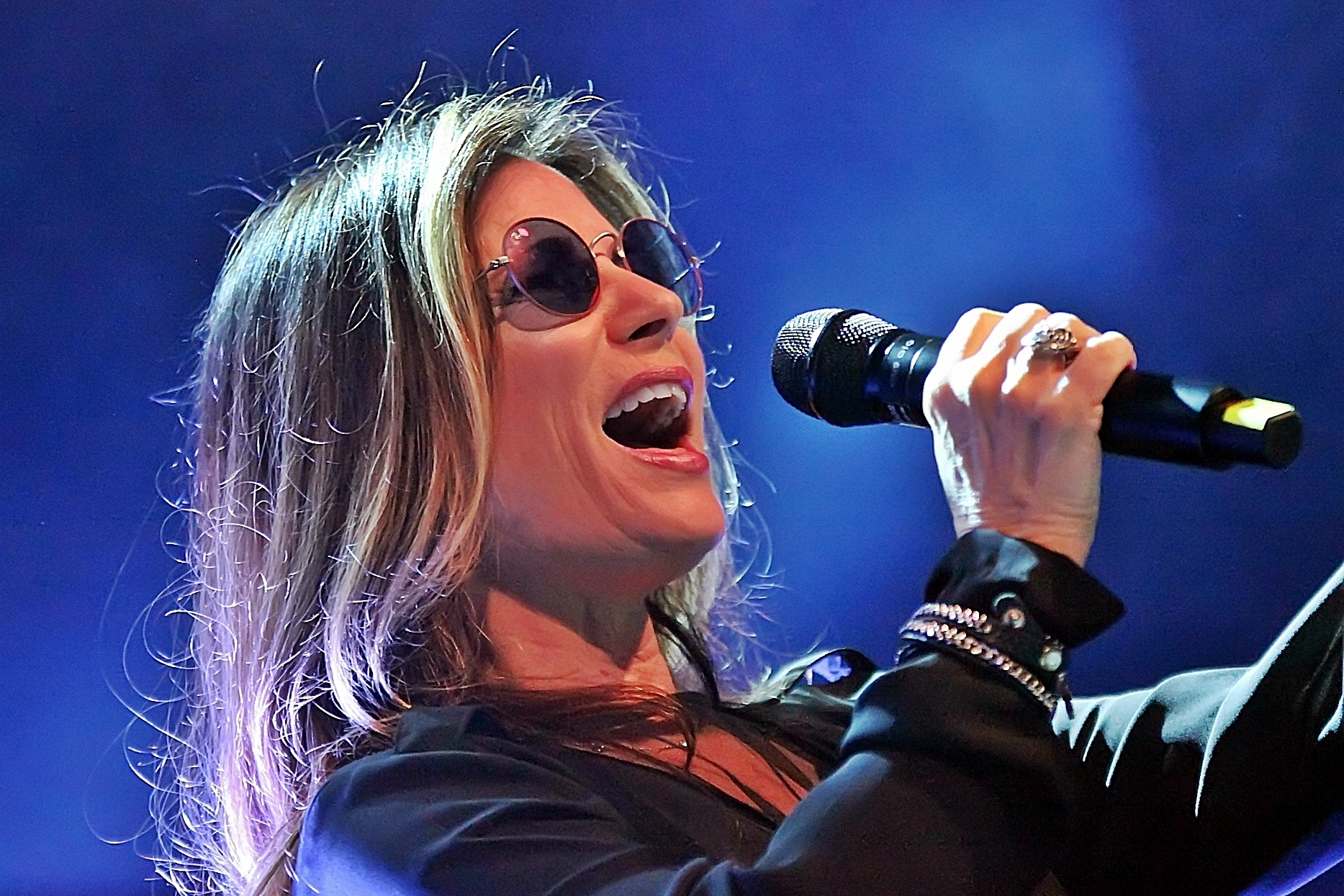
Robin Beck
geboren op 7 november

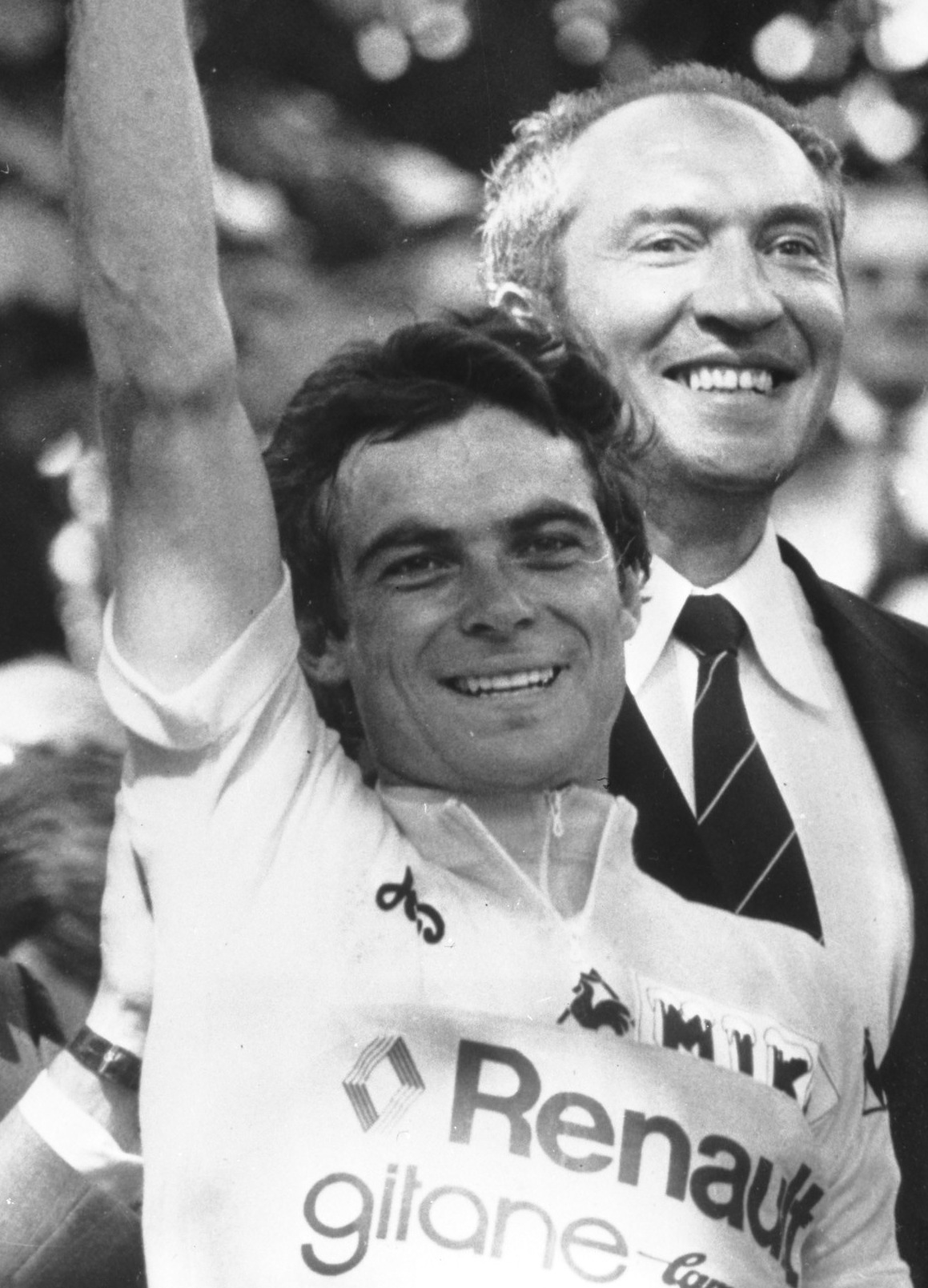
Bernard Hinault
geboren op 14 november

- 4 - Jur Raatjes, Nederlands tv-presentator
- 5 - Fernand Meese, Belgisch voetbalscheidsrechter
- 5 - Alejandro Sabella, Argentijns voetballer en voetbalcoach (overleden 2020)
- 5 - Jeffrey Sachs, Amerikaans ontwikkelingseconoom
- 6 - Karin Fossum, Noors schrijfster
- 6 - Marc Nevens, Belgisch atleet
- 6 - Kurt Welzl, Oostenrijks voetballer
- 7 - Robin Beck, Amerikaanse popzangeres
- 8 - Chuck Cooper, Amerikaans acteur
- 8 - Kazuo Ishiguro, Japans-Engels schrijver en Nobelprijswinnaar
- 8 - Rickie Lee Jones, Amerikaans singer-songwriter
- 8 - John Taihuttu, Nederlands profvoetballer (overleden 2010)
- 8 - Jan Verheijen, Nederlands voetballer
- 9 - Bradley Lewis, Amerikaans roeier
- 9 - Dietrich (Didi) Thurau, Duits wielrenner
- 10 - Jaume Bartumeu, Andorrees rechter en politicus; premier 2009-2011
- 10 - Juanito, Spaans voetballer (overleden 1992)
- 12 - Kader Abdolah, Perzisch-Nederlands schrijver
- 12 - Christopher Pike, Amerikaans jeugd-, kinderboeken- en thrillerschrijver
- 13 - Robert Goddard, Brits thrillerschrijver
- 13 - Chris Noth, Amerikaans acteur
- 13 - Hartmut Schade, Oost-Duits voetballer
- 14 - Robert Alberts, Nederlands voetballer en voetbalcoach
- 14 - Bernard Hinault, Frans wielrenner en vijfvoudig winnaar van de Ronde van Frankrijk
- 14 - Condoleezza Rice, Amerikaans minister van Buitenlandse Zaken (2005-2009)
- 14 - Eliseo Salazar, Chileens autocoureur
- 15 - Aleksander Kwaśniewski, Pools president (1995-2005)
- 15 - Uli Stielike, Duits voetballer en voetbalcoach
- 16 - Ad Krijnen, Nederlands voetballer
- 17 - Bert Bevers, Nederlands dichter en beeldend kunstenaar
- 17 - Jan Hendriks, Nederlands rooms-katholiek geestelijke (bisschop van Haarlem-Amsterdam)
- 18 - Adrie Koster, Nederlands voetballer en voetbaltrainer
- 18 - Milan Martić, Servisch-Kroatisch politicus
- 18 - John Parr, Brits rockzanger
- 19 - Abdul Fatah al-Sisi, Egyptisch politicus en militair
- 19 - Dennis Ireland, Nieuw-Zeelands motorcoureur
- 19 - Kathleen Quinlan, Amerikaans actrice
- 21 - Benno Barnard, Nederlands dichter, (toneel- en reis)schrijver en vertaler
- 22 - Paolo Gentiloni, Italiaans politicus
- 22 - Ab Harrewijn, Nederlands politicus (overleden 2002)
- 23 - Bruce Hornsby, Amerikaans zanger en songwriter
- 23 - Riny Schreijenberg (Marty), Nederlands muzikant, componist en muziekproducent
- 25 - Guy Bertin, Frans motorcoureur
- 26 - Jos Daerden, Belgisch voetballer en voetbalcoach
- 26 - Velupillai Prabhakaran, Sri Lankaans oprichter en leider van de Tamiltijgers (overleden 2009)
- 27 - Kimmy Robertson, Amerikaans actrice
- 29 - Joel Coen, Amerikaans filmmaker
- 29 - Chirlane McCray, Amerikaans schrijfster en dichteres
- 30 - Simonetta Stefanelli, Italiaans actrice

### december

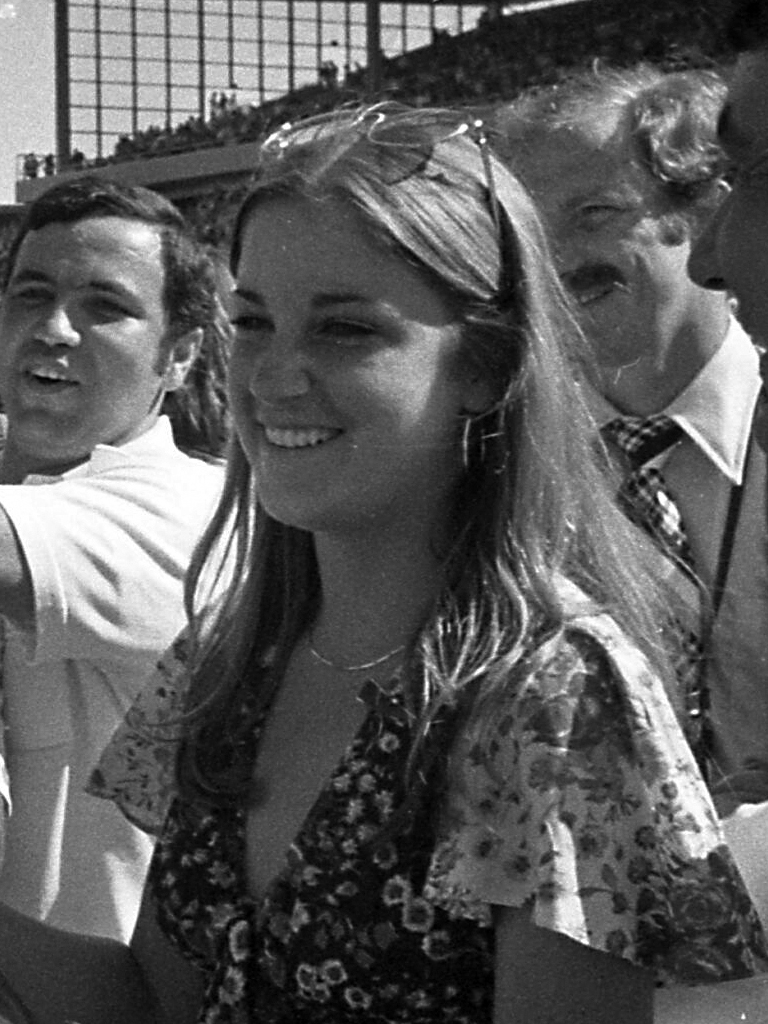
Chris Evert
geboren op 21 december

- 2 - Andrej Smaljak, Wit-Russisch kunstenaar
- 2 - Huub Stapel, Nederlands acteur
- 4 - Tony Todd, Amerikaans acteur (overleden 2024)
- 4 - Mark Verhaegen, Belgisch politicus
- 5 - Hanif Kureishi, Engels roman- en toneelschrijver en filmer
- 8 - Louis de Bernières, Brits romanschrijver
- 8 - Frits Pirard, Nederlands wielrenner
- 8 - Pieter Storms, Nederlands journalist en presentator
- 9 - Henk ten Cate, Nederlands voetballer en voetbaltrainer
- 9 - Pia Dijkstra, Nederlands journaliste, tv-presentatrice, programmamaakster en politica
- 9 - Herman Finkers, Nederlands cabaretier
- 9 - Jack Sonni, Amerikaans gitarist (overleden 2023)
- 9 - Alex Vermeulen, Nederlands beeldend kunstenaar en publicist
- 10 - Price Cobb, Amerikaans autocoureur
- 10 - Kristine DeBell, Amerikaans model en actrice
- 11 - Jermaine Jackson, Amerikaans zanger en gitarist
- 11 - Marie Kessels, Nederlands schrijfster en dichteres
- 12 - Kader Abdolah, Iraans-Nederlands schrijver
- 12 - Lodewijk De Witte, Belgisch politicus
- 13 - Jennifer van Dijk-Silos, Surinaams docente, juriste en minister
- 13 - Hans-Henrik Ørsted, Deens wielrenner
- 14 - James Horan, Amerikaans acteur
- 15 - Dingetje (Frank Paardekoper), Nederlands (stem)artiest
- 15 - Mark Warner, Amerikaans Democratisch politicus
- 18 - Jan de Hoop, Nederlands programmamaker en televisiepresentator
- 18 - Ray Liotta, Amerikaans (stem)acteur (overleden 2022)
- 18 - Ulrich Roth, Duits gitarist
- 18 - Anne Lize van der Stoel, Nederlands politica (VVD)
- 20 - Michael Badalucco, Amerikaans acteur en filmproducent
- 20 - Wim Crusio, Nederlands gedrags- en neurogeneticus
- 20 - Alice May, Nederlands zangeres en componiste
- 21 - Chris Evert, Amerikaans tennisster
- 22 - Wiljan van den Akker, Nederlands hoogleraar en universiteitsbestuurder
- 23 - Winston Lackin, Surinaams politicus en minister (overleden 2019)
- 23 - Brian Teacher, Amerikaans tennisser
- 24 - Gregory S. Paul, Amerikaans paleontoloog en wetenschappelijk illustrator
- 24 - Mieke van Doorn, Nederlands atlete
- 25 - Hans Dekkers, Nederlands schrijver
- 25 - Annie Lennox, Brits zangeres
- 25 - Gerard Prent, Nederlands kunstschilder
- 26 - Peter van Asbeck, Nederlands hockeyer
- 28 - Denzel Washington, Amerikaans acteur
- 30 - Barry Greenstein, Amerikaans pokerspeler
- 30 - Jaap Postma, Nederlands regisseur, acteur en toneelschrijver
- 30 - Pnina Rosenblum, Israëlisch actrice, zangeres en politica
- 31 - Noeki André Mosis, Surinaams dichter, muzikant, acteur en regisseur
- 31 - Alex Salmond, Brits (Schots) politicus; van 2007-2014 premier van Schotland (overleden 2024)
- 31 - Christine Scheiblich, Oost-Duits roeister
- 31 - Hermann Tilke, Duits autocoureur en racecircuitarchitect
- 31 - Marleen Verheuen, Belgisch atlete
- 31 - Muhsin Yazıcıoğlu, Turks politicus

### datum onbekend
- Ineke Bakker, Nederlands politica
- Rein Bijkerk, Nederlands schrijver, militair historicus en politicus
- Brian Boom, Amerikaans botanicus
- Gerrit Breteler, Nederlands beeldend kunstenaar, zanger en schrijver (overleden 2023)
- Nels Busch, Nederlands bassist
- Raymond Corbey, Nederlands filosoof en cultureel antropoloog
- Paul Damen, Nederlands journalist, columnist en schrijver (overleden 2024)
- Henk Don, Nederlands econoom en bestuurder, o.a. directeur van het Centraal Planbureau
- Willy Geets (Wegé), Belgisch striptekenaar
- Walter Goverde - ps. Walter Lucius, Nederlands schrijver, regisseur en producent (overleden 2021)
- Hendrik Groen (= Peter de Smet), Nederlands schrijver
- Hans van der Heijde, Nederlands politicoloog en bridgejournalist
- Vincent Hildebrandt, Nederlands organist en arts
- Dirk Lavrysen, Belgisch acteur
- Willem Melching, Nederlands historicus
- Peter Scherpenzeel, Nederlands ontwerper en bassist (Kayak)
- Sjaak Smetsers, Nederlands beeldhouwer
- Tjalf Sparnaay, Nederlands fotograaf en  kunstschilder
- Laura Starink, Nederlands journaliste en publiciste
- Ernst Timmer, Nederlands schrijver
- Daniel Uneputty, Nederlands motorrijder; president van de motorclub Hells Angels Holland (2004-2012)
- Frans Violet, Belgisch dirigent, muziekpedagoog en trompettist
- Bienze IJlstra, Nederlands dirigent en muziekpedagoog

## Weerextremen

### Weerextremen in Nederland
- 17 juli: 20,5 uur neerslagduur (De Bilt).

### Weerextremen in België
- 20 januari: 62 mm neerslag op de Baraque Michel (Jalhay).
- 1 februari: Temperatuurminima tot -15,3 °C in Gerdingen (Bree) en -20,2 °C op de Baraque Michel (Jalhay). Rivieren en kanalen zijn op veel plaatsen overdekt met ijs. Aan de kust vormt zich op zee een kleine ijsbank.
- 2 juni: 91 mm neerslag in Zoutleeuw, in Vlaams-Brabant.
- juli: Juli met hoogste gemiddelde windsnelheid: 4,1 m/s (normaal 3,1 m/s).
- 7 augustus: Tornado veroorzaakt schade tussen Menen en Willebroek.
- 15 augustus: 50 tot 80 mm neerslag op verschillende plaatsen.
- 29 september: Vroegtijdige sneeuw op de Ardense plateaus.
- 23 december: Storm treft de kust met enkele overstromingen aan de kust en in het bekken van de Schelde. In het binnenland zijn er plaatselijk windstoten tot 130 km/h.

Bron: KMI Gegevens Ukkel 1901-2003  met aanvullingen 

## Verwijzingen en voetnoten
- Polygoon jaaroverzicht 1954 (Nederland) (.wmv)

1. ↑  Computer identifies the most boring day in history, The Telegraph, 26 november 2010. Gearchiveerd op 4 juni 2023.